# Bolivias historia

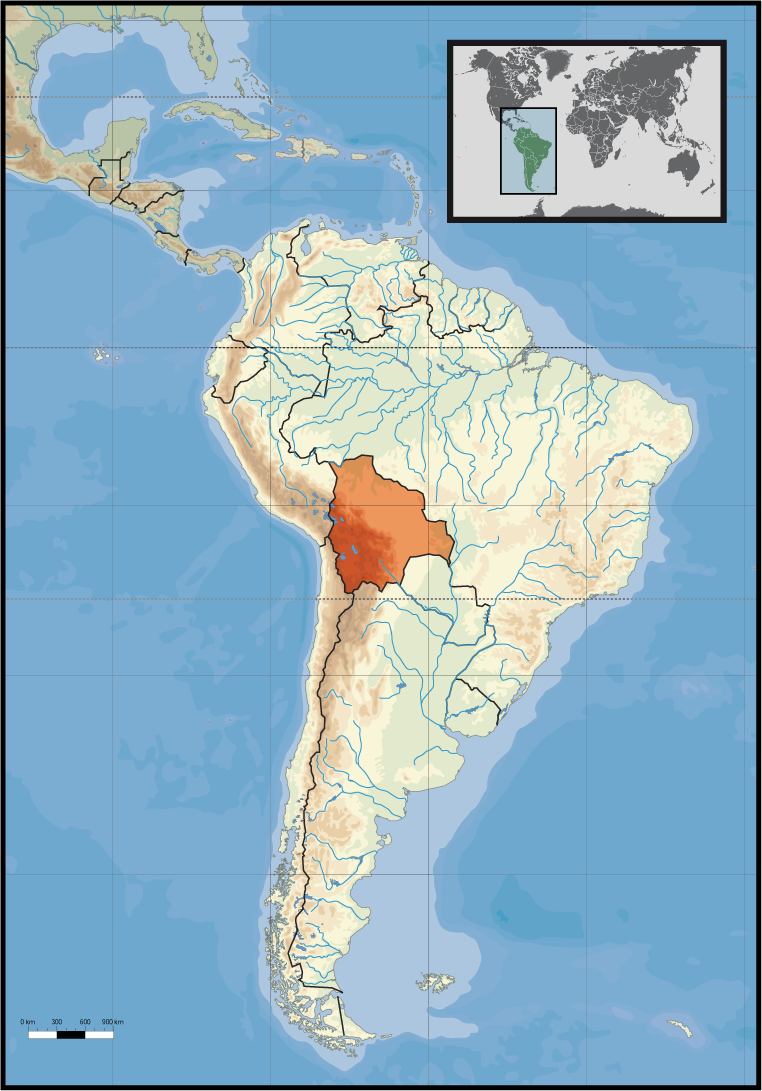
Bolivias läge i Sydamerika.

Bolivias förhistoria sträcker sig 20 000 år tillbaka då de första människorna slog sig ned på det bolivianska höglandet. Under 3000-talet f. Kr. började jordbruket utvecklas i området och på 1500-talet f. Kr. började den första metallproduktion. Kring år 100 f. Kr. började den tiwanakiska kulturen att utvecklas vid Titicacasjöns södra strand, en kultur som kom att dominera området fram till 1200-talet då den kollapsade och ersattes av sju regionala kungadömen. På 1400-talet blev området en del av Inkariket.
Under 1500-talet inleddes den spanska koloniseringen och området kom att lyda under Spanien som kallade området för Övre Peru. De rika silvergruvorna i Bolivia bidrog till Spaniens rikedomar och gruvorna i Potosí var de mest produktiva på västra halvklotet. Under början av 1800-talet föll det spanska väldet, försvagat efter Napoleonkrigen, samman i Sydamerika och dagens Bolivia utropades 1825. Landet är uppkallat efter den frihetskämpen Simón Bolívar.
Under de följande 60 åren präglades Bolivia av statskupper och kortlivade regeringar. Bolivias svagheter visade sig under Stillahavskrigen då landet förlorade sin havskust. I slutet av 1800-talet skapade en uppgång i världshandelspriserna på silver ekonomisk utveckling och politisk stabilitet och i början av 1900-talet ersattes silvret av tenn som landets viktigaste inkomstkälla. En rad regeringar kontrollerade av en ekonomisk och social elit styrde under 1900-talets första tredjedel. Levnadsförhållanden för ursprungsbefolkningen var under lång tid svåra, då de tvingades arbeta under primitiva förhållanden samt nekades utbildning, ekonomiska möjligheter och rätt till politiskt deltagande. Bolivias förluster under Chacokriget blev dock en vändpunkt eftersom militärtjänsten hade lett till en ökad politisk medvetenhet bland indianerna.
Den revolutionära rörelsen MNR tog över makten 1952 och genomförde ett radikalt program som bland annat innebar jordreformer och förstatligande av företag. Rörelsen styrde fram till 1964 när en militärkupp genomfördes. Under resten av 1960- och 70-talet präglades den politiska utvecklingen av militärkupper, skiftade civila och militära regeringar och kontroversiella val. En utveckling som kulminerande under de första åren av 1980-talet.

## Förcolumbisk tid

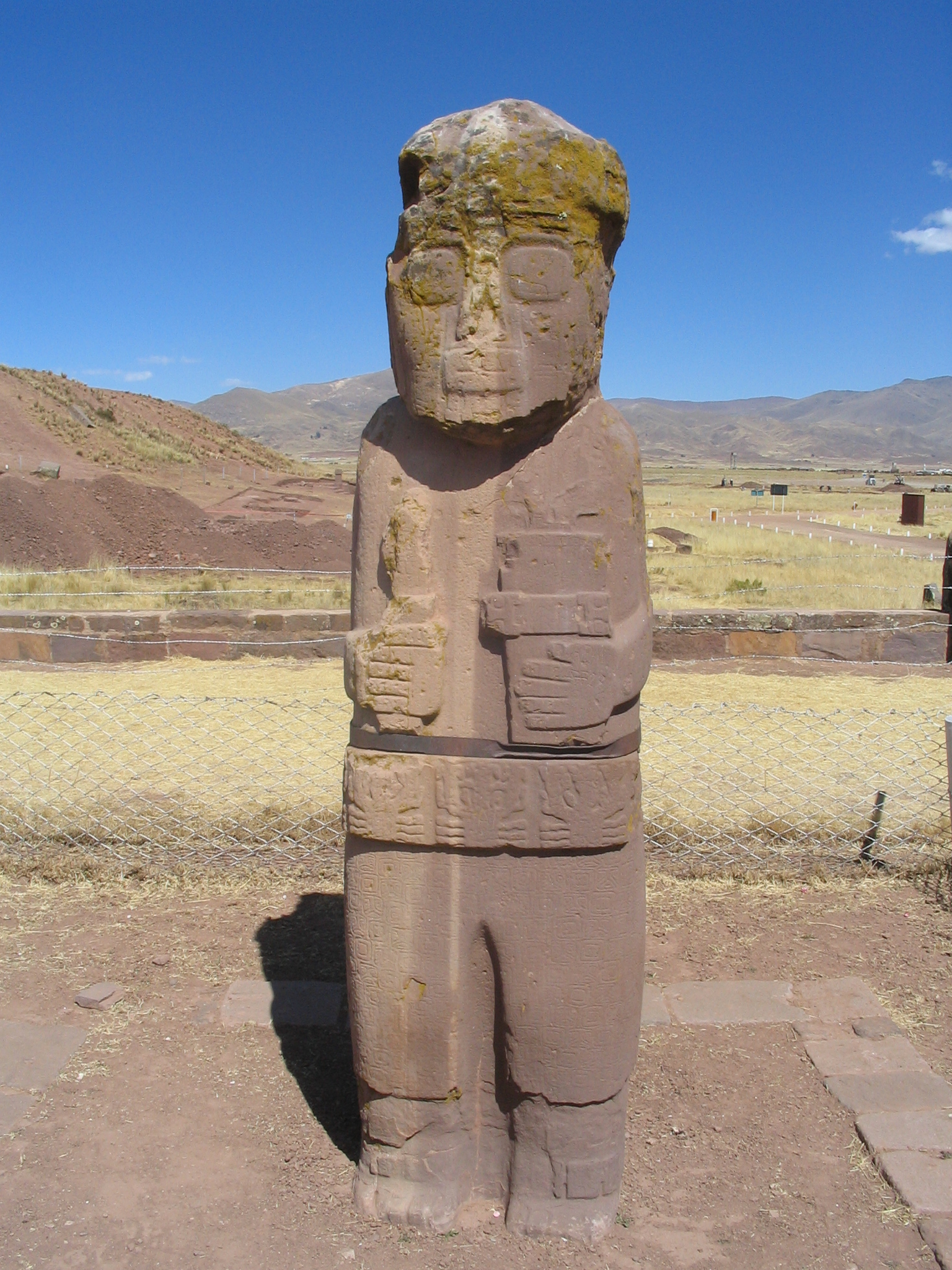
"El Fraile" i Tiwanakus ruiner

Det bolivianska höglandet, som har varit bosatt i minst 20 000 år, var en del av de sydamerikanska Andernas kultur innan spanjorerna anlände. De arkeologiska registren är inte heltäckande men de påstår att jordbruket började omkring 3000 f.Kr. och metallproduktion, framför allt koppar, påbörjades 1 500 år senare.
Vid slutet av 100-talet f.Kr. började den tiwanakiska kulturen att utvecklas vid Titicacasjöns södra strand. Denna kultur som utvecklades vid den betydelsefulla staden Tiwanaku utvecklade avancerade tekniker för arkitektur och jordbruk innan kulturen försvann 1200 e.Kr., troligen på grund av en omfattande torka. Ungefär samtidigt med Tiwanakakulturen utvecklades avancerade jordbrukssamhällen i Moxos i det östra låglandet och i Mollos norr om nuvarande La Paz. Dessa samhällen försvann på 1200-talet.
De tiwanakiska influensernas kollaps resulterade i framväxten av sju regionala kungadömen inom Aymara som var de mäktigaste staterna i det tättbefolkade området omkring Titicacasjön. Aymara, som var ett krigslystet folk som bodde i befästa städer på bergstopparna, hade en förmåga att anpassa sig till de unika klimatförutsättningarna i regionen och ökade sina mattillgångar genom konstbevattning samt infrysning och torkning av grödor. Genom att kolonisera de semitropiska dalarna på Andernas östra branter och stillahavskusten, kunde de odla både tropiska och höglänta grödor. Deras viktigaste enhet var ayllu, en gemenskapsgrupp som organiserade arbetet och fördelade land mellan aymaras medlemmar.

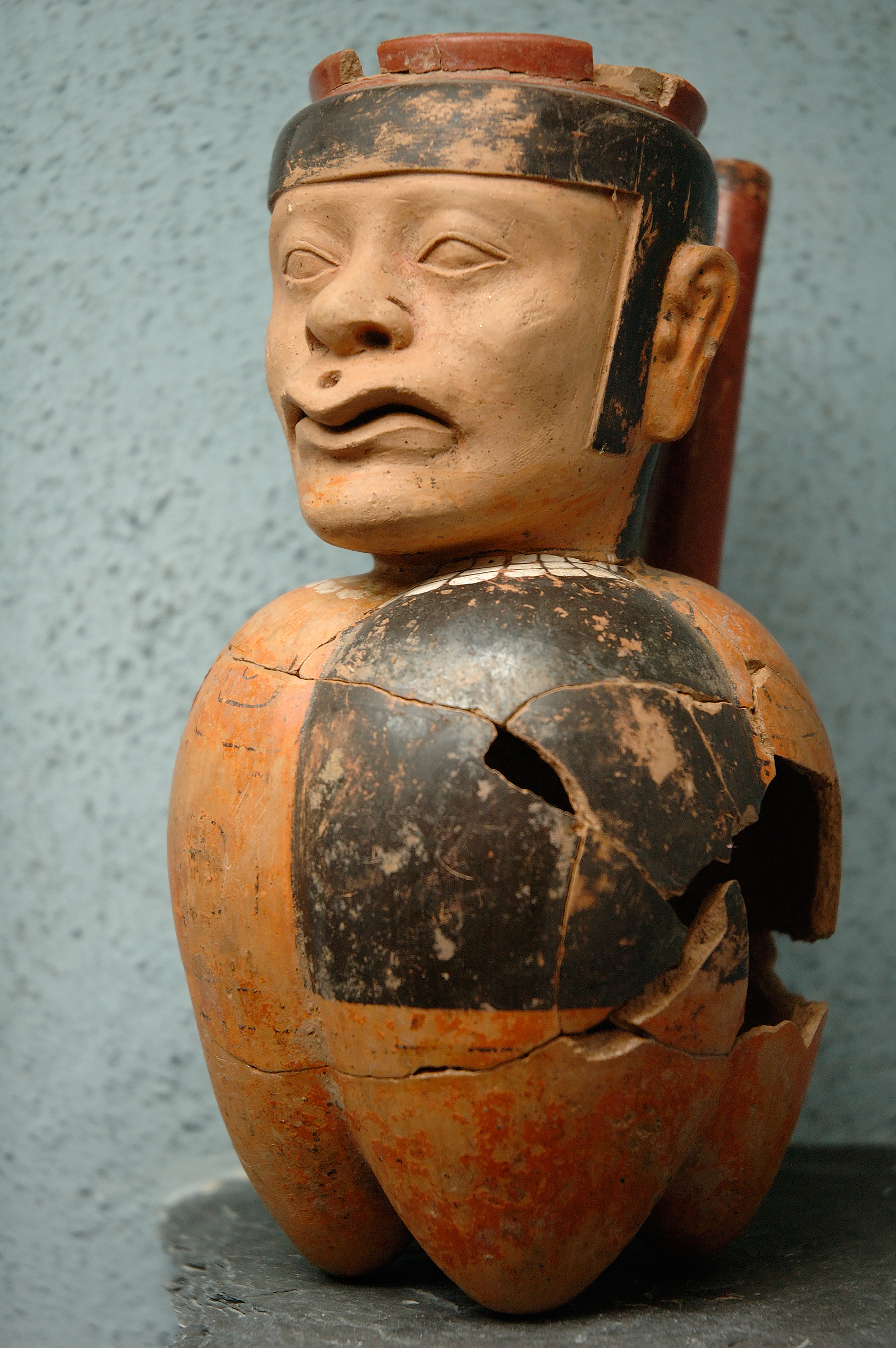
Antropomorf vas från ett Tiwanakusamhälle

Aymara dominerade helt Uru, en annan stor etnisk grupp i de förcolumbiska södra Anderna. Trots att Uru hade kommit till regionen före Aymara var de på 1100-talet fattiga fiskare och jordlösa arbetare.
Aymara klarade dock inte att hålla tillbaka framväxten av Quechua, den tredje stora etniska gruppen. Efter det tiwanakiska rikets kollaps växte en quechuatalande stat fram i området omkring Cuscoregionen och som senare blev känd som Inkariket då de tog sitt namn efter sin härskare. Detta blev den mäktigaste gruppen i de norra högländerna. När Aymaras kungadömen försvagades under den andra halvan av 1400-talet började Inka att erövra dem.
De bolivianska höglandet blev känt under namnet Kollasuyo, ett tättbefolkat område med stora ekonomiska och minerala tillgångar som blev en av fyra administrativa enheter inom Inkariket. Den högste tjänstemannen inom Kollasuyo var direkt underställd rikets härskare och ledde en grupp provinsguvernörer som i sin tur bestämde över medlemmar ur den aymariska överklassen. Under ett kommenderingssystem tvingade Inkas lokala indianer ur Kollasuyo att arbeta i gruvorna, med byggnadsprojekt eller med att betjäna arméerna. Lokalbefolkningen kompenserades fullt ut för sitt arbete. Trots rikets mål med en extrem centralisering förändrade de inte helt Aymaras kungadömen som fortsatte att vara relativt autonoma. Många lokala hövdingar bibehöll sin tidigare makt och fick i allmänhet förstärkning från Inkas chefer. De kunde också bibehålla sin kultur, sin religion och sitt språk. Den regionala överklassen tvingades att sända sina barn till Cusco för utbildning, men de fortsatte att äga privata egendomar. De kunde även fortsätta med systemet att sända kolonisatörer till de östra dalarna och stillahavskusten.
1470 gjorde dock flera av Aymaras kungadömen uppror mot Inkariket. Inka vann slaget i två stater och lugnade upproret genom att sända mitimas, quechuatalande kolonisatörer, till det aymariska territoriet, framför allt till de södra dalarna och de centrala dalregionerna där Cochabamba och Sucre senare grundades. I början av 1500-talet hade Inkas helt tagit makten över Kollasuyo.
Inka misslyckades med att erövra nomadiska stammar i det östra låglandet av Bolivia. Resterna av inkafästningar är bevis på detta misslyckande och vittnar om att Inka endast kunde besegra kulturer som i huvudsak baserades på jordbruk. De indianska grupperna i de östligaste två tredjedelarna av Bolivia bibehöll således sina livsstilar i stor omfattning även efter den spanska erövringen.

## Den spanska koloniseringsperioden

### Den spanska erövringen av Bolivia

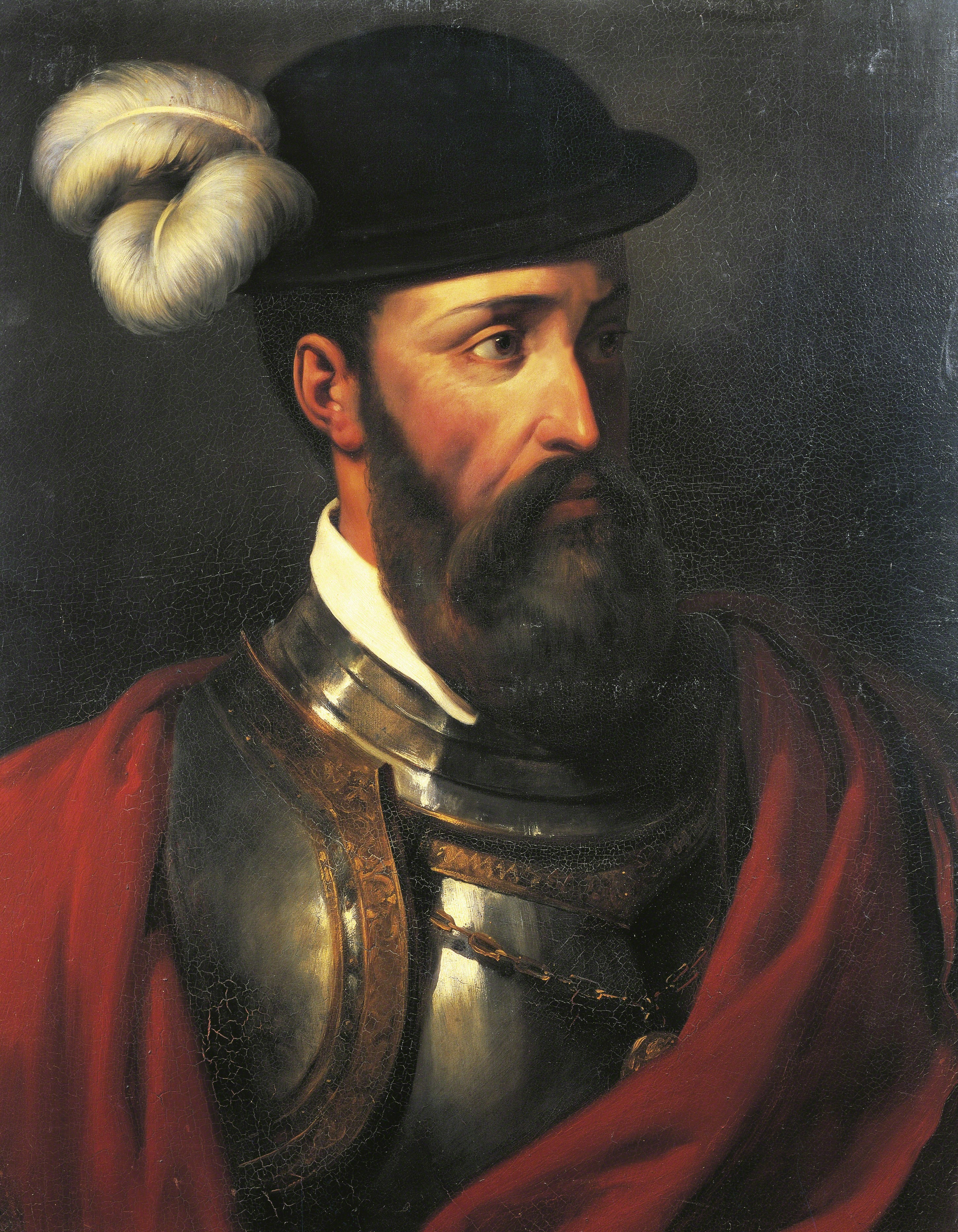
Francisco Pizarro

Francisco Pizarro, Diego de Almagro och Hernando de Luque ledde den spanska upptäckten och erövringen av Inkariket. De seglade först söderut 1524 från Panama längs Stilla havets kust för att bekräfta existensen av ett guldrikt land kallat "Biru" (som senare ändrade namnet till Peru).
Eftersom det snabbt växande Inkariket internt var svagt, blev erövringen mycket lätt. Efter att inkahövdingen Huayna Capac avled 1527 stred hans söner Huascar och Atahualpa om makten, men trots att Atahualpa besegrade sin bror hade han ännu inte byggt upp sin makt när spanjorerna anlände 1532 och han missbedömde kraftigt deras styrka. Atahualpa försökte inte besegra Pizarro då han anlände till kusten 1532 eftersom Inkahövdingen var övertygad om att de som kontrollerade bergen även kontrollerade kusterna. När Pizarro bildade allianser tillsammans med indianer som var missnöjda med Inkas styre, ändrade inte Atahualpa de ceremoniella rutinerna vid krigföring som bland annat innebar att iscensätta attacker i skenet från fullmånen. 16 november 1532 tillfångatogs Atahualpa av Pizarro under deras första sammandrabbning. Senare avrättade Pizarro honom trots att Atahualpa hade betalat en lösesumma i guld och silver motsvarande ett halvt århundrades europeisk produktion. Ett år senare föll Cusco.
Trots Pizarros snabba seger fanns indianska rebeller under hela kolonialperioden. 1537 gjorde Manco Inca, som spanjorerna hade installerat som marionettledare, uppror mot de nya makthavarna och återinförde en "nyinka-stat". Denna stat fortsatte att utmana spanska myndigheter även efter att spanjorerna hade slagit tillbaka revolten och halshuggit Túpac Amaru på torget i Cusco 1572. Senare revolter i det bolivianska höglandet organiserades vanligen av de äldre i samhället och var lokala med undantag för rebelledaren Túpac Amaru II under 1700-talet.
Under de två första decennierna av spanskt styre dröjde det med bosättningen av det bolivianska höglandet, Övre Peru, på grund av inbördeskrig mellan Pizarros och Diego de Almagros styrkor. De två conquistadorerna hade delat Inkas territorium så att den norra delen kontrollerades av Pizarro och den södra delen av Almagro. Striderna bröt ut 1537 när Almagro intog Cusco efter att ha slagit tillbaka Manco Inca-rebeller. Pizarro besegrade och avrättade Almagro 1538 men dödades själv tre år senare av tidigare Almagroanhängare. Pizarros bror Gonzalo tog kontrollen över Övre Peru men blev snart inblandad i ett uppror mot den spanska kronan. Genom avrättningen av Gonzalo Pizarro 1548 kunde Spanien återinföra sin makt och senare samma år kunde koloniala makthavare anlägga staden La Paz, som snart blev ett viktigt handelscentrum och omlastningsstad.
Indianskt motstånd fördröjde erövringen och bosättningen av det bolivianska låglandet. Spanjorerna anlade Santa Cruz de la Sierra 1561, men Gran Chaco, det koloniala namnet på den torra Chacoregionen, förblev ett oroligt gränsområde under hela koloniseringsperioden. I Chaco fortsatte indianerna, mestadels Chiriguano, med hänsynslösa attacker mot koloniala bosättningar och fortsatte att vara oberoende av direkt spansk kontroll.

### Ekonomin i Övre Peru
Spanien såg genast den enorma potentialen i Övre Peru. Höglandet var rikt på mineraler och Potosí hade västvärldens största koncentration av silver. Området var rikt befolkat och kunde sålunda bistå med arbetare till silvergruvorna. Utöver detta kunde Övre Peru förse gruvarbetarna på Altiplano med mat.
Trots dessa förutsättningar fluktuerade silverproduktionen dramatiskt under koloniseringsperioden. Efter 15 års inledande uppgång började produktionen att minska 1560 som ett resultat av en stor brist på arbetskraft som orsakades av den indianska befolkningens svårigheter att stå emot europeiska sjukdomar. Vid samma tid tömdes Potosís rika ytfyndigheter vilket innebar att ännu mer arbetskraft krävdes för att utvinna silver. Arbetskraftsbristen meddelades vicekungen av Peru, Francisco de Toledo, vid hans besök i Övre Peru på 1570-talet. Toledo använde den förcolumbiska mit'an för att framtvinga arbetskraft till Potosís gruvor från 16 distrikt på höglandet som stod till mitas förfogande. Vuxna män kunde åläggas att vart sjätte år arbeta i gruvorna. Därefter blev gruvdriften i Potosí beroende både av mita och ett arbetskraftsystem där relativt fria arbetare arbetade tillsammans med framtvingad arbetskraft. Toledo reglerade även gruvlagarna, inrättade ett myntverk och införde förädling av kvicksilver till amalgam. Driftsättningen av amalgamprocessen var enligt Herbert S. Klein speciellt viktig eftersom den eliminerade den indianska kontrollen över förädlingen.
Det andra problemet var att uttömningen av de innehållsrika ytmetallerna krävde tekniska innovationer. Hydraulsystem fick ökad betydelse på grund av stora förädlingscenter. 1621 försåg konstgjorda sjöar, med en lagringskapacitet på flera miljoner ton, vatten till förädlingen. Med arbetskrafts- och teknikproblemen lösta blomstrade silvergruvindustrin. I mitten av 1600-talet hade silvergruvorna i Potosí blivit så viktiga att staden hade den största befolkningen på västra halvklotet, omkring 160 000 invånare.
Högkonjunkturen i slutet av 1600-talet följdes dock av en stor nedgång inom gruvindustrin. Uttömningen av de första rika ådrorna krävde djupare och kostsammare schakt. Den snabba minskningen av den indianska befolkningen som resultat av sjukdomar och mitas utnyttjande, bidrog också till den minskade silverproduktionen. Efter 1700 fraktades endast små mängder silvertackor till Spanien.
Kungar ur Huset Bourbon i Spanien försökte att reformera koloniernas ekonomi i mitten av 1700-talet genom att återuppliva gruvindustrin. Den spanska kronan bidrog med finansiellt stöd som var nödvändigt för de djupare schakten och 1736 gick den med på att sänka skatten från 20 till 10 procent av den totala produktionen. Kronan hjälpte även till med att 1751 bilda en bank för uppköp av mineraler, Banco de San Carlos, samt subventionerade kvicksilverpriserna för lokala gruvor. Bildandet av en metallurgiakademi i Potosí visade kronans intresse av teknisk utveckling för silverproduktionen. Försöken att återuppliva gruvsektorn i Övre Peru blev dock bara delvis framgångsrik och kunde inte stoppa den ekonomiska kollapsen i Potosí i början av 1800-talet. Gruvindustrin fortsatte dock att vara viktig för ekonomin i Övre Peru eftersom maten från dalarna till gruvområdena på Altiplano hade inverkan på jordbrukets produktion.
Jordbruket började med encomiendas. Kronan beviljade ett litet antal conquistadorer rätten till indianernas arbetskraft och produktion på encomienda och på 1650-talet fanns det omkring 82 encomiendas i Övre Peru. Encomenderos hade en benägenhet att monopolisera jordbruksproduktionen, kontrollera den billiga indianska arbetskraften och samla in skatter som indianer tvingades betala till kronan. Eftersom encomenderos var svåra att kontrollera och förorättade sin arbetskraft försökte dock kronan vid upprepade tillfällen att ställa indianerna direkt under sin jurisdiktion och kontroll.
Under dan andra halvan av 1500-talet flyttades jordbruket från encomiendas till stora egendomar, där indianerna arbetade i utbyte mat användandet av mark. Cochabamba blev en stor producent av korn och vete och dalarna producerade kokablad i ökad omfattning under det koloniala styret.
Utöver gruvdrift och jordbruk blev indianernas skatter (alcabala) en allt viktigare inkomstkälla för kronan trots den indianska migrationen för att komma undan betalningarna. Ett tidigt försök att samla in skatter från indianerna genom att flytta dem till byar från indiansamhällen (comunidades indígenas) misslyckades på grund av motståndet både från encomenderos och indianer. I slutet av 1700-talet gjorde en kombination av en ökning av den indianska befolkningen, utvidgning av skatteinbetalningarna från alla manliga indianer (inklusive de markägande) samt en relativ nedgång i inkomsterna från gruvindustrin, alcabala till den näst största inkomstkällan i Övre Peru. Skatteinbetalningarna ökade också på grund av att den spanska absolutismen inte medgav några eftergifter för mänskliga olyckor, som till exempel naturkatastrofer. De indianska skatterna ökade med 1 miljon pesos per år.

### Spansk administration

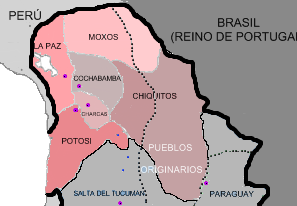
Övre Peru omfattade den rödtonade delen av kartan

Under den större delen av den spanska koloniseringsperioden kallades territoriet Övre Peru eller Charcas och stod under vicekungen av Lima. Lokala regeringar kom från Audiencia de Charcas i Chuquisaca (La Plata, nuvarande Sucre). Bolivianska silvergruvor bidrog starkt till det spanska rikets ekonomi och Potosí, vid berget Cerro Rico, var under många år den största staden på västra halvklotet.
Den långa perioden av spansk kolonisation i Sydamerika berodde delvis på det framgångsrika styret av kolonierna. Spanien var till en början i första hand intresserat av kontrollera de oberoendeinriktade erövrarna, men huvudmålet blev snart att bibehålla intäkterna till kronan och att få in avgifterna för varor och arbetskraft från den indianska befolkningen. För ändamålet utarbetade Spanien en byråkrati i den nya världen där olika institutioner agerade vakthundar över varandra och där lokala myndigheter hade stor autonomi.
Övre Peru, som till en början stod under vicekungen av Peru, anslöt sig till den nya vicekungen av Río de la Plata (vars huvudstad var Buenos Aires) då den inrättades 1776. Vicekungen assisterades av audiencia (rådsförsamlingen), som även var den största appellationsdomstolen i jurisdiktionen och hade administrativ och beslutande makt. Rikedomarna i Övre Peru och det långa avståndet från Lima övertygade myndigheterna att 1558 inrätta en rådsförsamling i staden Chuquisaca (nuvarande Sucre). Chuquisaca hade blivit speciellt viktigt som Potosís administrations- och jordbrukscenter. Rådsförsamlingens jurisdiktion, känd som Charcas, täckte till en början en radie på 1 796 km² runt Chuquisaca, men snart kom den att inkludera Santa Cruz, territorier som idag ligger i Paraguay och fram till 1568 hela Cuscoregionen. Rådsförsamlingens president hade juridiska, administrativa och beslutande befogenheter i rutinärenden inom regionen medan mer viktiga ärenden beslutades i Lima. Denna situation ledde till en tävlingsattityd och ett rykte om Övre Peru som självbestämmande, en ställning som förstärktes av regionens ekonomiska betydelse.
Spanien utövade sin kontroll över mindre administrativa enheter i kolonierna genom kungliga tjänstemän, som till exempel corregidores som representerade kungen i kommunala regeringar som valdes av medborgarna. Tidigt på 1600-talet fanns det fyra corregidores i Övre Peru.

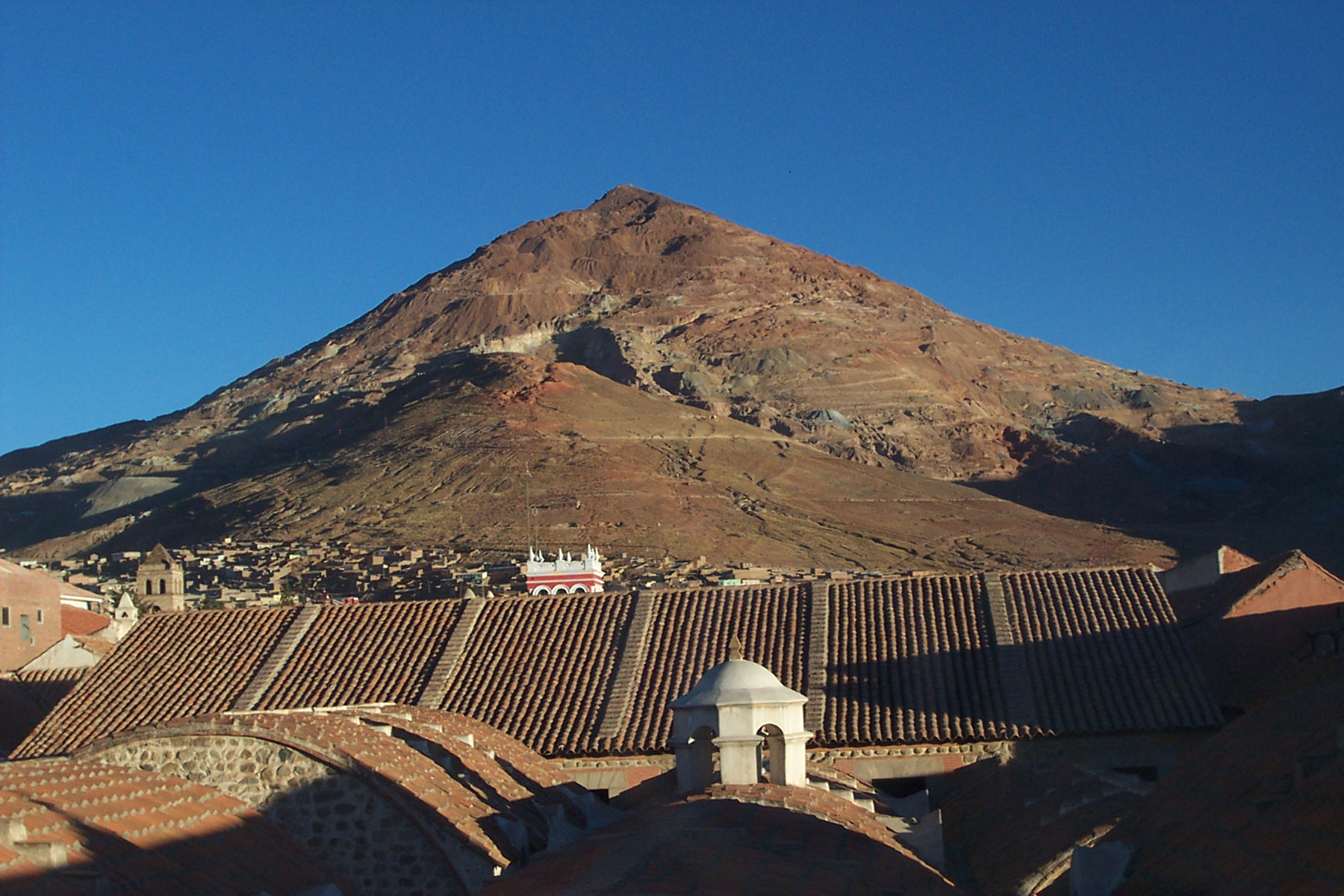
Cerro Rico, där spanjorerna utvann det mesta av sitt silver

I slutet av 1700-talet införde Spanien en administrativ reform med ett intendentsystem, där högt kvalificerade tjänstemän, som lydde direkt under kungen, med stor makt skulle öka kronans intäkter för att eliminera flera olika typer av missbruk. 1784 inrättades fyra intendentdistrikt som täckte de nuvarande departementen La Paz, Cochabamba, Potosí och Chuquisaca.
Den spanska kronan kontrollerade till en början de lokala regeringarna indirekt men allt eftersom tiden gick centraliserades rutinerna. Först beslutade vicekungen Francisco de Toledo om rättigheter för lokala framstående personer och garanterade dessa lokal autonomitet, men kronan inrättade spanska tjänstemän, corregidores de indios, som fick till uppgift att inbringa avgifter och skatter från indianerna. Corregidorerna importerade även varor och tvingade indianerna att köpa dessa, en överträdelse som visade sig bli en enorm inkomstkälla för dessa tjänstemän men som orsakade ett stort missnöje bland den indianska befolkningen.
Med de första bosättarna i Övre Peru kom prästerna för att få indianer att konvertera till kristendom. 1552 inrättades Övre Perus första biskopsämbete i La Plata. 1605 blev även La Paz och Santa Cruz biskopsämbeten. 1623 inrättade jesuitorden det San Francisco Xaviers kungliga och påvliga universitet i Chuquisaca som blev Övre Perus första universitet.
De indianska reaktionerna på kolonialt styre och konvertering till kristendom varierade. Många indianer tog till sig de spanska idéerna genom att bryta med sina traditioner och aktivt försöka att komma in i marknadsekonomin. De vände sig även till domstolar för att skydda sina intressen, framför allt mot nya beskattningar. Andra höll sig däremot kvar vid sina traditioner och vissa gjorde uppror mot de vita makthavarna. Lokalt förekom, för det mesta oorganiserade, rebeller under hela kolonialperioden. Under 1700-talet inträffade mer än 100 revolter bara i Bolivia och Peru.
Trots att den officiella Inkareligionen försvann snabbt, fortsatte indianerna med sin lokala tillbedjan under skydd av lokala indianska ledare, men allt eftersom kristendomen fick inflytande utvecklades en ny katolicism med införande av symboler från den indianska religionen. Eftersom tidiga indianska rebeller var antikristna, var revolterna i slutet av 1500-talet baserade på romersk-katolsk och antispansk symbolism. Kyrkan var tolerant mot de lokala indianska religionerna. Till exempel tillät biskopen av La Plata 1582 indianerna att bygga en helgedom för Virgen de Copacaban på stranden vid Titicacasjön. Sedan dess har Copacabana varit ett traditionellt aymariskt religiöst centrum.
Erövringen och det koloniala styret var en traumatisk upplevelse för indianerna. På grund av mottagligheten för europeiska sjukdomar minskade ursprungsbefolkningen snabbt. Situationen för indianerna förvärrades på 1700-talet då Spanien krävde högre avgifter och utökade gruvarbetarnas åtaganden i ett försök att öka gruvproduktionen.
Dessa omfattande ekonomiska och sociala förändringar samt utarmningen av ursprungskulturen ledde till ett ökat alkoholmissbruk bland indianerna, som innan spanjorerna anlände endast hade använt alkohol vid religiösa ceremonier. Indianernas användning av koka ökade också, och enligt en krönika uppgick i slutet av 1500-talet handeln med koka till över en halv miljon pesos per år.
Ett ökat indianskt missnöje med det koloniala styret tände gnistan hos Túpac Amaru II. Han föddes som José Gabriel Condorcanqui och var en utbildad spansktalande indian som tog sitt namn efter sin anfader Túpac Amaru. På 1770-talet blev han förbittrad över corregidorernas hårda behandling av indianerna. I november 1780 Tillfångatog och avrättade han och hans kumpaner en speciellt grym corregidor. Trots att Túpac Amaru II hävdade att hans rörelse var reformistisk och inte försökte störta den spanska ledningen, var hans krav bland annat en autonom region. Upploppet blev snabbt en fullskalig revolt. Omkring 60 000 indianer i de peruanska och bolivianska Anderna deltog i revolten. Efter några inledande segrar, bland annat över an 1 200 man stark spansk armé, tillfångatogs och dödades Túpac Amaru II i maj 1781. Revolten fortsatte i huvudsak i Övre Peru där en anhängare till Túpac Amaru II, indianhövdingen Tomás Catari, hade lett ett uppror i Potosí i början av 1780. Catari dödades av spanjorerna 1 månad före Túpac Amaru II. En annan stor revolt leddes av Julián Apaza, en kyrkvaktmästare som tog namnet av de två rebellmartyrerna och kallade sig själv Túpac Catari. Han belägrade La Paz under mer än 100 dagar. Spanien lyckades inte att slå tillbaka alla revolter förrän 1783 då de avrättade tusentals indianer.
I slutet av 1700-talet utvecklades att starkt missnöje bland kreoler mot det spanska styret. Kreolerna började att bli aktiva i ekonomin, framför allt inom gruvindustrin och jordbruket, och klagade på de handelshinder som hade inrättats genom den merkantilistiska politiken hos den spanska kronan. Utöver detta retade de upp sig på att Spanien gav alla höga administrativa befattningar till peninsulares (spanskfödda personer som bodde i den Nya Världen).
Upplysningen, med sin tyngdpunkt på förnuft, ifrågasättande av auktoriteter och traditioner samt individuell utveckling bidrog också till kreolernas missnöje. Till en början inspirerades kreolerna i Övre Peru av den franska revolutionen men de övergav dessa idéer på grund av revolutionens våldsamheter. Trots att Övre Peru i grunden var lojalt mot Spanien fortsatte idéerna inom Upplysningen och ett oberoende från Spanien att diskuteras inom olika radikala grupper.

## Oberoende från Spanien och den tidiga nationella perioden, 1809–1839

### Kamp för oberoende
När det spanska kungahusets bestämmande försvagades under Napoleonkrigen växte känslorna mot det koloniala styret. Oberoende proklamerades 1809, men 16 år av stridigheter följde innan republiken grundades 1825.
Invasionen av Iberiska halvön 1807–1808 av Napoleons styrkor visade sig mycket betydelsefull för kampen för oberoende i Sydamerika. Huset Bourbons seger och installationen av Joseph Bonaparte på den spanska tronen ställde lojaliteten hos den lokala eliten i Övre Peru på prov, när de plötsligt konfronterades med flera motstridiga myndigheter. De flesta fortsatte att vara lojala mot Spanien genom en vänta-och-se-inställning med stöd för Junta Central i Spanien, en regering som bildades av den abdikerade Ferdinand VII. Vissa liberaler välkomnade reformerna av det koloniala styret som hade utlovats av Joseph Bonaparte. Andra stödde de krav som kom från Ferdinands syster, Charlotta av Spanien, som regerade i Brasilien tillsammans med sin man Johan VI av Portugal. Utöver detta ville en grupp radikala kreoler ha ett oberoende Övre Peru.
Konflikten mellan lokala myndigheter resulterade i en lokal maktkamp i Övre Peru mellan 1808 och 1810 och blev den första fasen i försöken att nå oberoende. 1808 krävde rådsförsamlingens president, Ramón García León de Pizarro, anslutning till Junta Central. De konservativa domarna i rådsförsamlingen influerades av sin autokratiska, rojalistiska filosofi och vägrade att se till juntans auktoritet eftersom de såg den som resultatet av ett folkligt uppror. 25 maj 1809 ökade spänningarna när radikala kreoler, som vägrade att erkänna juntan eftersom de ville ha oberoende, intog gatorna. Revolten slogs snabbt ner av myndigheterna.
16 juli 1809 ledde Pedro Domingo Murillo kreoler och mestiser i La Paz i ytterligare en revolt och proklamerade i Ferdinand VII:s namn en oberoende stat i Övre Peru. Lojaliteten mot Ferdinand var en förevändning för att legitimera rörelsen för oberoende. I november 1809 hade Cochabamba, Oruro och Potosí anslutit sig till Murillo. Trots att revolten slogs tillbaka av rojalistiska styrkor som hade skickats till La Paz av vicekungen av Peru och till Chuquisaca av vicekungen av Río de La Plata, återfick aldrig Spanien helt kontrollen över Övre Peru.
Under de följande sju åren var Övre Peru slagfält för styrkor River Plates förenade provinser (nuvarande Argentina) och rojalistiska trupper från Peru. Trots att rojalisterna slog tillbaka tre argentinska invasioner, kontrollerade gerillor det mesta av landsbygden där de bildade sex stora republiquetas, eller upprorsområden. Inom dessa zoner skulle den lokala patriotismen slutligen utvecklas till kampen för oberoende.
1817 var Övre Peru relativt lugnt och under Limas kontroll. Efter 1820 stödde det konservativa partiets kreoler den Charcasfödde general Pedro Antonio de Olañeta, som vägrade att acceptera Cortes åtgärd att förena kolonierna efter det liberala partiets revolution i Spanien. Olañeta, som var övertygad om att dessa åtgärder hotade den kungliga auktoriteten, vägrade att ansluta sig till de rojalistiska styrkorna eller rebellarméerna under befäl av Simón Bolívar och Antonio José de Sucre. Olañeta drog inte tillbaka sina krav ens efter att de peruanska rojalisterna hade inkluderat honom och hans styrkor i kapitulationsavtalet efter deras nederlag i slaget vid Ayacucho 1824, det sista slaget i kriget om oberoendet i Latinamerika. Olañeta fortsatte att strida tills Sucres styrkor besegrade hans styrkor och han dödades av sina egna män 1 april 1825 i ett slag som definitivt avslutade det spanska styret i Övre Peru.
Republiken Bolivia grundades 6 augusti 1825, namngiven efter frihetskämpen Simón Bolívar.

### Republikens första år, 1825–1839

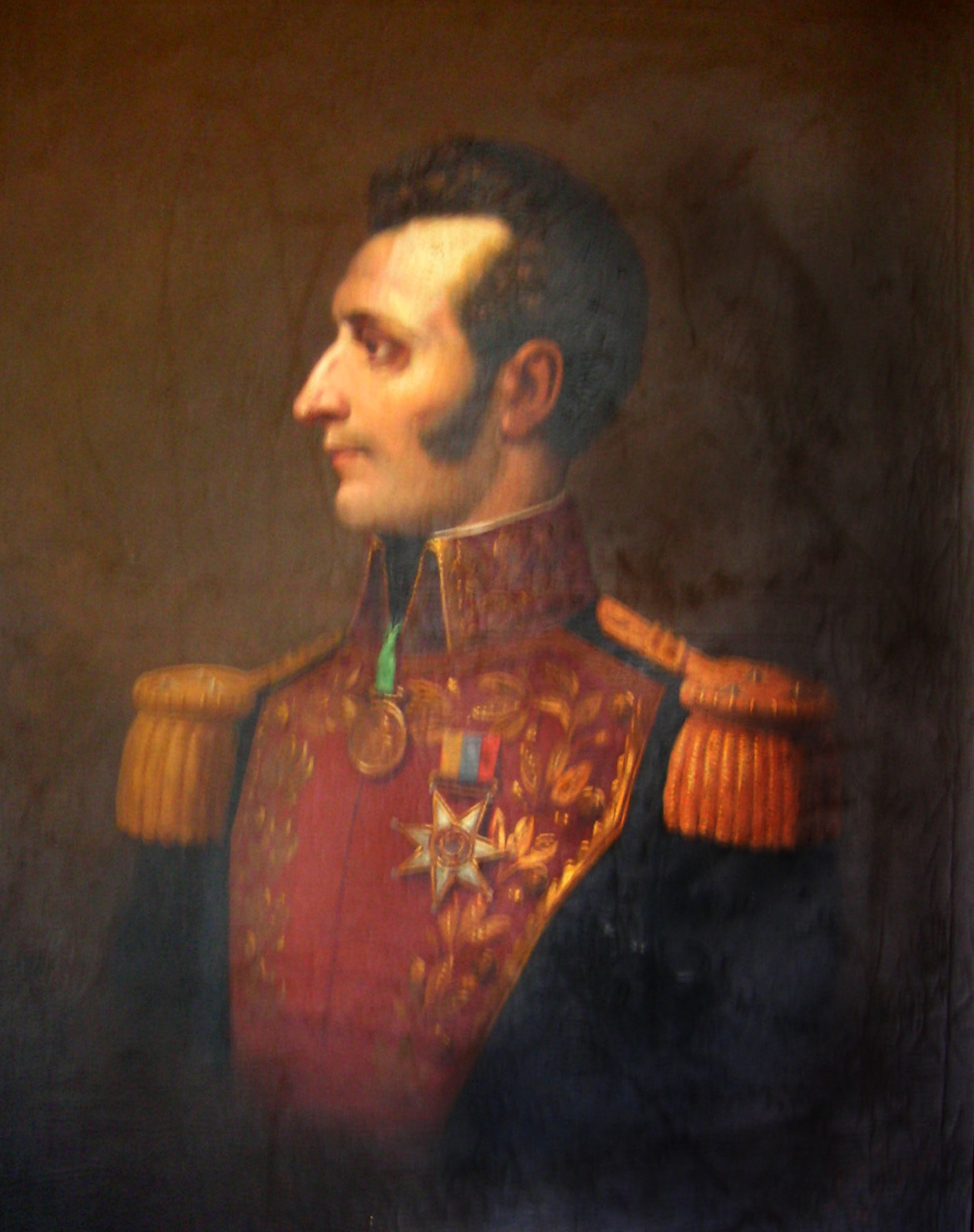
Antonio José de Sucre

Republikens förste president, Simón Bolívar, överförde 1825 bestämmandet över Övre Peru till sin löjtnant Antonio José de Sucre, som sammankallade en konstituerande församling i Chuquisaca för att bestämma regionens framtid. Nästan samtliga delegater ville ha ett oberoende Övre Peru och avvisade förslag på införlivande med Argentina eller Peru. 6 augusti 1825 antog församlingen en deklaration för oberoende. Fem dagar senare beslutade församlingen, i ett försök att blidka Bolívar och hans reservationer mot ett oberoende, att namnge nationen efter honom.
Den nya republiken Bolivia, som skapades i det område som hade varit Audiencia de Charcas, fick stora problem. Krigen för oberoende hade skadat ekonomin. Hela gruvindustrin var på nedgång på grund av förstörelse, översvämningar och övergivande av gruvor. Brist på investeringar och arbetskraft bidrog till en kraftig nedgång i silverproduktionen. Jordbruksproduktionen var låg och Bolivia tvingades att importera mat, till och med råvaror som användes av den indianska befolkningen. Regeringen hade svåra finansiella problem på grund av de höga militära utgifterna och betalning av skulder till Peru som kompensation till befrielsearmén. Alla dessa problem förvärrades av den nya republikens isolering från omvärlden och svårigheter att säkra gränserna.
Bolívar gick segrande in i La Paz 8 augusti 1825. Under hans korta styre på mindre än fem månader utfärdade han mängder av förordningar, resolutioner och order som speglade hans idéer om att regera. Han utropade jämlikhet mellan alla medborgare och avskaffade de tidigare skatterna som han ersatte med direkta bidrag (contribución directa) som låg på hälften av de tidigare beloppen. Bolívar införde även en jordreform för att fördela marken, i första hand till indianerna, och han försökte att minska den katolska kyrkans inflytande inom politiken. De flesta av hans lagar kunde dock inte genomföras under hans korta ämbetsperiod, men de inkluderades i konstitutionen som han skrev för Bolivia efter sin avgång i januari 1826.
Trots sina försök att reformera, var Bolívar tydlig i sina tvivel om förmågan hos bolivianerna att styra sig själva. Han var noga med att undvika att erkänna Bolivias oberoende och kallade alltid landet för Övre Peru och skrev under lagarna som Perus diktator. I januari 1826, då han överlämnade makten till Sucre, lovade han att den peruanska lagstiftande församlingen skulle erkänna Bolivias oberoende.
Sucre efterträdde Bolívar i januari 1826 och fortsatte att regera enligt förordningen. Han tillsattes formellt som Bolivias först valde president efter att den konstituerande generalförsamlingen hade sammanträtt i maj och valt honom. Under hans treåriga styre försökte regeringen lösa de svåra finansiella problemen som förvärrades av bristen på utländska krediter. Sucre reformerade skattesystemet i ett försök att finansiera offentliga utgifter och han försökte att få nytt liv i silvergruvorna genom utländskt kapital och teknologi. Han genomförde en av de mest radikala attackerna mot kyrkan i Latinamerika, genom att konfiskera dess rikedomar i Bolivia och stänga många kloster. Den romersk-katolska kyrkan återhämtade sig aldrig från den mäktiga position den hade haft. Importavgifter och tullar på inrikestransporter var också viktiga källor till statens inkomster. Utöver detta återinförde Sucre skatteinbetalningar i sina försök att lösa landets finansiella kris.
Sucres försök att reformera blev bara delvis framgångsrikt eftersom Bolivia inte hade en administration som kunde genomföra dem. Många kreoler ur det konservativa partiet opponerade sig när hans reformer hotade att utmana de ekonomiska och sociala strukturerna under kolonialtiden. Allt eftersom oppositionen ökade, förbittrades den nationalistiska eliten över deras Venezuelafödde president. Den peruanske generalen Agustín Gamarras invasion av Bolivia och ett mordförsök i april 1827 ledde till Sucres avgång 1828. Sucre lämnade frivilligt landet i exil övertygad om att lösningen var omöjlig. Efter att ha blivit truppbefäl under Simón Bolívar lyckades dock Sucre besegra general Gamarras mycket större styrka på 8 000 man i Slaget vid Tarqui 27 februari 1829.
Trots att hans regering hade fallit bildade Sucres politik grunden för Andrés de Santa Cruz 1829–1839, den förste infödde presidenten som svor presidenteden i maj 1829 efter en rad kortvariga regeringar. Santa Cruz, en mestis, hade under sin militära karriär slagits för oberoende i Bolívars arméer. Hans nära koppling till Bolívar hade under en mellanperiod gjort honom till Perus president 1826 och även till en stark kandidat som Bolivias nye president efter Sucres avgång.
Santa Cruz skapade en relativt stabil ekonomisk, social och politisk ordning i Bolivia. I ett försök att bryta Bolivias isolering öppnade han hamnen i Cobija vid Stilla havet. Han devalverade även silvervalutan för att finansiera statlig verksamhet, införde skyddstullar till stöd för den lokala bomullsklädesindustrin samt minskade skatten på gruvdrift och ökade därmed gruvinkomsterna. Utöver detta kodifierade han landets lagar och statuerade Latinamerikas första civila och kommersiella regler. Under hans regeringsperiod grundades i La Paz San Andrés högre universitet. Även om Santa Cruz godkände en demokratisk konstitution, styrde han i praktiken som diktator och accepterade inte någon opposition.
Santa Cruz fortsatte sina politiska strävanden i Peru under tiden han var president i Bolivia. Han grundade den Peru-Bolivianska konfederationen 1836, som rättfärdigade hans agerande mot Chiles hotande expansion norrut. Detta hot, tillsammans med ständiga oroligheter i Peru och upprepade försök av Gamarra att invadera Bolivia, hade gjort Sucres militära inblandning i ett peruanskt inbördeskrig 1835 till en kamp på liv och död för Bolivia. Efter att ha vunnit flera slag i Peru omorganiserade Santa Cruz det landet i två autonoma stater, Norra Peru och Södra Peru samt införlivade dessa i den Peru-Bolivianska konfederationen med sig själv som beskyddare. Makten hos konfederationen ökade oppositionen från Argentina och Chile som båda deklarerade krig mot konfederationen. Trots att Santa Cruz slog tillbaka en attack från Argentina, misslyckades han med att stoppa den chilenska framfarten i de omstridda territorierna vid Chiles norra gräns. Hans stora nederlag mot de chilenska styrkorna i Slaget vid Yungay i januari 1839, resulterade i upplösningen av konfederationen och avslutade hans karriär som Bolivias president. Santa Cruz flydde i exil i Ecuador.

## Politisk instabilitet och ekonomisk nedgång, 1839–1879
Bolivia kännetecknades i 40 år efter 1839 av en kaotisk politisk situation och en nedåtgående ekonomi. Landet litade helt till skatteinbetalningar från indianerna som sin största inkomstkälla. Även om vissa regeringsledare under denna period försökte att reformera landet så kännetecknades de av ineffektivitet och korruption.
Santa Cruz efterträddes i juni 1839 av general José Miguel de Velasco Franco som var president 1828, 1829 samt 1839–1841 och som försökte kontrollera de politiska intrigerna och manövrera mellan anhängare och motståndare till Santa Cruz. Efter att han hade misslyckats med att slå tillbaka ytterligare en invasion av Gamarra, störtades Velasco. Gamarra dödades i november 1841 nära La Paz i Slaget vid Ingavi, där general José Ballivián besegrade de peruanska styrkorna och avslutade den peruanska expansionismen.
Ballivián, som var president 1841–1847, blev ihågkommen för att ha åstadkommit ett relativt lugn i landet mellan 1842 och 1847. Tvärtemot Santa Cruz protektionistiska politik, uppmuntrade Ballivián frihandel. Han var också förespråkare för kolonisering av Beni. Statens huvudinkomster kom dock fortfarande från skatteinbetalningar från indianer på landsbygden. Betalningarna bestod inte bara av en kapitationsskatt utan även skatt på kokablad, som endast konsumerades av den indianska befolkningen. Trots att nära 90 procent av bolivianerna enligt mätningarna 1846 bodde på landsbygden, genererade jordbruket små inkomster. De flesta haciendas stagnerade och endast insamlingen av chinchonabark för framställning av kinin samt kokablad ökade i dalarna.
Efter att Ballivián hade störtats 1847 blev Manuel Isidoro Belzú Humérez mellan 1848 och 1855 den mäktigaste personen i Bolivia. Till skillnad från sina föregångare sökte han stöd från folket. För att få stöd från indianerna startade han en kampanj mot aristokratiska jordägare, beslagtog deras mark och uppmuntrade indianerna att förstöra jordägarnas hem. Han hoppades även på stöd från hantverkare som hade lidit av Balliviáns frihandelspolitik, genom att inskränka utländska köpmäns roll samt begränsa importen.
Belzús försök lyckades på så sätt att han avstyrde 42 kuppförsök under sin regeringsperiod. "Tata" Belzú, som han kallades av indianerna efter aylluledaren under den förcolumbiska tiden, har setts som föregångare till den andinska populismen. I sina försök att fånga folket genom demagogiska tal, stötte han bort det bolivianska etablissemanget helt under sitt terrorvälde. När försöken att störta honom ökade, avgick han 1855 och åkte till Europa.
José María Linares Lizarazu, presidenten 1857–1861 och medlem i den elit som hade opponerat sig mot Belzú, störtade Belzús svärson general Jorge Córdova (president 1855–1857), och blev den förste civile presidenten. Linares drog tillbaka Belzús protektionistiska politik och uppmuntrade till frihandel och utländska investeringar, i huvudsak från Storbritannien och Chile. Under hans presidentperiod ökade gruvproduktionen tack vare teknologiska innovationer, som till exempel ångmaskinen och upptäckten av stora nitrattillgångar i Atacamaöknen (som idag ligger i Chile).

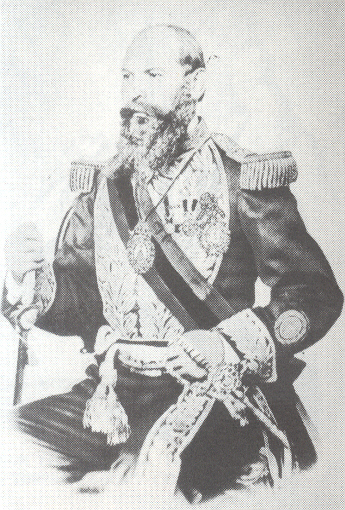
Mariano Melgarejo Valencia

Även om gruvsektorn utvecklades, misslyckades regeringen med att öka jordbruksproduktionen och de flesta haciendor fortsatte att stagnera. Detta bidrog till överlevnaden för compesinosamhällena under 1800-talet, trots upprepade attacker från olika regeringar på deras mark. Indianernas skattebördor resulterade dock i en campesinorevolt i Copacabana.
Störtandet av Linares i en militärkupp 1861 påbörjade en av de våldsammaste perioderna i Bolivias historia, under general José María Achá Valiente som var president 1861–1864. Achá blev känd för "Yáñezmorden", en massaker på 71 anhängare till Belzú (Belcistas), däribland general Córdova, beordrad av militärkommendanten i La Paz 1861, överste Plácido Yáñez.
I slutet av 1864 tog general Mariano Melgarejo Valencia makten och var president 1864–1871. Han blev den mest kände av Bolivias caudillos (korrupta presidenter). Han förlitade sig i huvudsak på militären och stannade vid makten i sex år, trots vanstyre, alkoholism och korruption liksom ständiga attacker mot honom. I förhoppning att utveckla ekonomin genom att öppna upp landet för utlänningar, skrev Melgarejo under flera överenskommelser om frihandel med Chile och Peru. I en överenskommelse 1867 med Brasilien för att säkra rätten till vattnet i Atlanten, avstod han ett territorium på 102 400 kvadratkilometer i förhoppningen att bryta Bolivias isolering.
Melgarejo inledde ett stort angrepp på indiansk mark under förevändningen att utveckla jordbrukets produktion. Han förordnade att indianerna var ägare till sina jordlotter endast om de betalade en hög avgift inom 60 dagar. Om de inte klarade det skulle deras mark auktioneras ut. Försäljningarna resulterade i växande haciendas och de massiva indianska upproren mot honom blev allt våldsammare. Motstånd mot Melgarejo växte inom alla samhällssektorer och termen melgarejismo kom att innebära omoralisk militarism. Han störtades 1871 och mördades senare i Lima.
Agustín Morales Hernández, president 1871–1872 fortsatte samma styre som Melgarejo, trots löften om mer frihet och mindre regeringsinblandning. Morales mördades dock av en nevö 1873. Två presidenter med hög integritet, Tomás Frías Ametller (1872–1873) och general Adolfo Ballivián (1873–1874) satt inte länge på grund av de ständiga motsättningarna. Under deras regeringsperioder öppnade Bolivia hamnen i Mollendo i Peru, vilket minskade landets isolering genom att binda samman Stillahavskusten med tåg till Altiplano och ångfartyg på Titicacasjön. 1876 tog dock Hilarión Daza Groselle makten och innehade den till 1879 under lika brutalt och inkompetent styre som Melgarejo. Under den tiden inträffade många uppror, en stor hantverkardemonstration i Sucre samt en omfattande opposition. I förhoppningen att samla stödet från nationalistiska bolivianer, blandade Daza in sitt land i de förödande Stillahavskrigen.

## Från Stillahavskrigen till Chacokriget, 1879–1935

### Stillahavskrigen
Huvudartikel: Stillahavskrigen

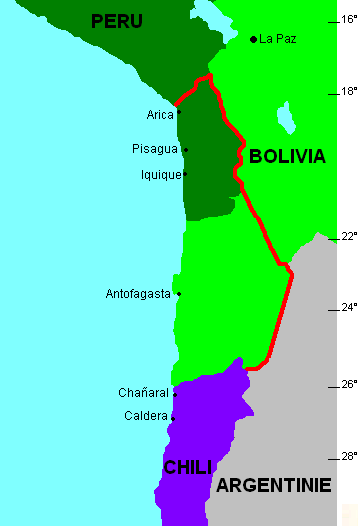
Bilden visar de områden som Chile erövrade från Bolivia och Peru under Stillahavskrigen

Under Stillahavskrigen avsattes Daza och efterträddes av general Narciso Campero Leyes som var president 1880–1884. Kriget innebar att Bolivia tvingades överlämna landets kustområden till Chile.
Men ironiskt nog så blev den svåra förlusten i stillahavskrigen (Pacifikkriget) en positiv vändpunkt i Bolivias historia. Bolivianska politiker lyckades intala befolkningen att kriget berodde på Chiles aggressioner. Bolivianska författare var övertygade om att Chiles seger skulle hjälpa Bolivia att komma över sin instängdhet eftersom kriget hade stärkt den nationella själen. Bolivia har än idag inte gett upp hoppet om en öppning till Stilla havet.
Efter kriget startade en debatt bland civila som resulterade i utvecklingen av nya politiska partier. Gruventreprenörer som hade blivit en viktig ekonomisk grupp i landet tack vare den ökade produktionen, skapade det konservativa partiet Partido Conservador. Konservativa förespråkade att nå en snabb fredsöverenskommelse med Chile som skulle inkludera en gottgörelse för förlorade territorier och möjligheten för Bolivia att bygga en järnväg för gruvexport. Det liberala partiet Partido Liberal fördömde de konservativas pacifism. De var även bittra över gruvsektorns ekonomiska beroende av chilenskt och brittiskt kapital och hoppades kunna dra till sig amerikanska investeringar. Trots dessa skillnader var båda partierna i huvudsak intresserade av politisk och ekonomisk modernisering och deras ideologiska värderingar var relativt likartade. Civila politiker omorganiserade, utrustade och professionaliserade de misstrodda beväpnade styrkorna och försökte att ställa dem under civil kontroll. Trots detta stödde både de liberala och konservativa partierna militärkandidater som presidenter. Regeringarna som satt vid makten 1880–1920 och som hade valts av en liten, lärd och spansktalande valmanskår, lyckades föra Bolivia in i landets första relativa politiska och ekonomiska stabilitet.

### Rekonstruktion och konservativt styre
De konservativa styrde Bolivia mellan 1880 och 1889. General Campero avslutade sin presidentperiod efter att ha besegrats i de fria valen 1884 av Gregorio Pacheco Leyes (president 1884–1888), en av Bolivias största gruvägare. Efter Pachechos presidentperiod ledde valfusk till upprepade liberala uppror. Trots att det liberala partiet tilläts delta i nationalkongressen hade de inte någon chans att vinna presidentvalet.
Under de konservativa ledde det höga världspriset på silver och den ökade produktionen av koppar, bly, zink och tenn till en period av relativt välstånd. De konservativa regeringarna hjälpte gruvindustrin genom utbyggnaden av en järnväg till den chilenska kusten. Tillväxten av kommersiellt jordbruk, som till exempel utvecklingen av Bolivias naturliga gummiresurser bidrog också i hög grad till en starkare ekonomi. Jordbruksproduktionen på höglandet ökade då haciendas expanderade i en del regioner.
Aniceto Arce Ruíz, president 1888–1892, var, trots att han valdes lagligt, en envåldshärskare som endast lyckades stanna kvar vid makten genom sitt förtryck. Han stora ekonomiska prestation var att bygga ut Antofagastajärnvägen till Oruro. Utbyggnaden reducerade drastiskt kostnaderna för att transportera mineraler till Stillahavskusten. Den ekonomiska tillväxten blev dock snedfördelad eftersom järnvägar som byggdes för att transportera mineraler även användes för att importera vete från Chile. 1890 var chilenskt vete billigare i La Paz än vete som kom från Cochabamba. Den öppna ekonomin skadade även industrin. Haciendornas expansion på bekostnad av fria indianska samhällen ledde till flera uppror och tvingade många indianer att arbeta för sina jordägare eller att flytta in till städerna. Som ett resultat av denna migration visade folkräkningen 1900 en ökning av den mestisiska befolkningen, men Bolivia fortsatte att vara en övervägande indiansk och landsbygdsbefolkad nation, där den spansktalande minoriteten utestängde indianerna.

### Det liberala partiet och ökning av tennproduktionen
1899 störtade det liberala partiet de konservativa i den så kallade "federala revolutionen". Även om liberalerna var förbittrade över de konservativas långa tid vid makten, så var huvudorsaken till revolutionen regionalism och federalism. Liberalerna fick det mesta av sitt stöd från tenngruveentreprenörerna i och omkring La Paz eftersom de konservativa hade regerat genom att favorisera intressena hos silvergruvägarna och de stora markägarna i Potosí och Sucre. Den viktigaste orsaken till konflikten var liberalernas krav att flytta kapitalet från Sucre till det mer utvecklade La Paz.
Den federala revolutionen skilde sig från tidigare revolter i Bolivia genom att indianska jordbrukare aktivt deltog i striderna. Det indianska missnöjet hade ökat på grund av de kraftiga angreppen på deras gemensamma marker. Campesinos (indianska bönder) stödde den liberale ledaren José Manuel Pando eftersom han lovade att förbättra deras situation.
Pando underlät dock att hålla sina löften och tillät angreppen på indianernas mark att fortsätta. Regeringen slog tillbaka flera uppror från campesinos och avrättade ledarna. En av dessa revolter, som leddes av Pablo Zárate Willka, var ett av de största indianska upproren i republikens historia. Det skrämde de vita och mestiserna som åter igen framgångsrikt utestängde indianerna från de nationella verksamheterna.
Liksom deras konservativa föregångare kontrollerade liberalerna presidentvalen, men lämnade kongressvalen relativt fria. De fortsatte att specialisera den bolivianska militären med hjälp av en tysk militär delegation. Ismael Montes Gamboa, som var president i två perioder, 1904–1909 och 1913–1917, dominerade den liberala eran.
Liberala administrationer prioriterade överenskommelser vid gränstvister. Bolivias oförmåga att skydda och integrera gränserna med Brasilien hade lett till intrång från brasilianska gummisamlare. 1900 påbörjade de en aktiv separatiströrelse i den östra delen av Acreprovinsen och efter tre år av småskaliga strider annekterades området med Brasilien. I Petropolisfördraget 1903 avstod Bolivia sina anspråk på 191 000 kvadratkilometer inom Acreterritoriet mot en ersättning av två områden på 5 200 kvadratkilometer vid Madeira och Paraguayfloden, en betalning motsvarande omkring 10 miljoner USA-dollar samt att få utnyttja en järnväg som skulle byggas vid Madeiras strömmar på brasilianskt territorium. 1904 nådde Bolivia slutligen ett fredsavtal med Chile, vilket innebar att Bolivia officiellt överlämnade sitt tidigare kustområde met en ersättning på 8,5 miljoner USA-dollar vilket var mindre än kostnaden för att bygga den bolivianska delen av en ny järnväg som Chile skulle bygga mellan La Paz och stillahavskusten vid Arica. Betalningen användes för att bygga ut transportsystemet i Bolivia. Omkring 1920 var de flesta stora städer i Bolivia inkopplade i järnvägsnätet.
De liberala regeringarna flyttade regeringens säte och förändrade relationerna mellan staten och kyrkan. Presidenten och kongressen flyttade till La Paz medan högsta domstolen blev kvar i Sucre. Liberala presidenter upphävde de speciella privilegier som officiellt hade garanterats den romersk-katolska kyrkan. 1905 legaliserade de offentliga gudstjänster för andra trosinriktningar och 1911 gjorde de civila äktenskap tillåtna.
Den kanske mest betydelsefulla utvecklingen under den liberala eran var den dramatiska ökningen av tennproduktionen. Efter koloniseringsperioden hade tenn utvunnits i Potosíregionen, men Bolivia hade inte de nödvändiga transportsystemen för att frakta stora mängder tenn till europeiska marknader. Utbyggnaden av järnvägen till Oruro under 1890-talet gjorde dock tennproduktion till en lönsam affär. Nedgången i den europeiska tennproduktionen bidrog också till den bolivianska tennuppgången i början av 1900-talet. Genom utvecklingen av stora tenngruvor i Oruro och norra Potosí, övertog La Paz Potosís roll som gruvindustrins finans- och tjänstecentrum.
Ägandet av Bolivias tennproduktion blev koncentrerad till bolivianska medborgare, trots att regeringarna uppmuntrade till utländska investeringar. Till en början ägdes den största delen av utländska intressen och bolivianer med utländska kontakter. Detta förändrades dock när bolivianska tenngruveentreprenörer insåg att smältare i konkurrerande länder var beroende av bolivianskt tenn. Simón Patiño var den mest framgångsrike av dessa tennmagnater. Han kom från en fattig mestisisk bakgrund och började som gruvlärling. 1924 ägde han 50 procent av landets produktion och kontrollerade den europeiska förädlingen av bolivianskt tenn. Patiño bodde permanent utomlands i början av 1920-talet medan de andra två tenngruveentreprenörerna, Carlos Aramayo och Mauricio Hochschild, i huvudsak bodde i Bolivia.
Eftersom skatter och ersättningar från tennproduktionen var mycket viktig för landets inkomster kunde Patiño, Aramayo och Hochschild utöva ett stort inflytande på regeringens politik. Till skillnad från silverentreprenörerna under de konservativas period, blandade sig inte tennmagnaterna direkt i politiken, men de anlitade politiker och advokater (så kallade rosca) som representerade deras intressen.
Tennboomen bidrog till ökade sociala spänningar. Indianska jordbrukare som bidrog med arbetskraft till gruvorna flyttade från sina jordbrukssamhällen till de snabbt växande gruvorterna, där de bodde och arbetade under prekära förhållanden. Bolivias första arbetarkongress hölls i La Paz 1912 och efter det råkade gruvområdena ut för ett ökat antal strejker.
Liberala regeringar hade till en början inte någon allvarlig opposition eftersom det konservativa partiet fortsatte att vara svagt efter att det hade avsatts 1899. 1914 ledde dock protester mot politiska missförhållanden till bildandet av det republikanska partiet Partido Republicano. Det republikanska stödet ökade när mineralexporten minskade på grund av svår torka. 1917 besegrades republikanerna vid valet då José Gutiérrez Guerra (president 1917–1920), den siste liberale presidenten valdes. Det långa liberala styret, en av de stabilaste perioderna i Bolivias historia, avslutades när republikanerna tog makten efter en statskupp 1920.

### Republikanska partiet och den stora depressionen
Det republikanska partiets ankomst visade till en början inte på några grundläggande förändringar inom Bolivias politik. Den bolivianske författaren Fernando Díez de Medina kommenterade förändringen med att "20 år av privilegier för en grupp tar slut och 10 år av privilegier för en annan börjar". 1920-talet blev dock en period av förändringar. Nya partier växte fram då det republikanska partiet splittrades upp i flera fraktioner. En stor oppositionsgrupp leddes av Bautista Saavedra Mallea som hade stöd av städernas medelklass, och en annan leddes av den mer konservative Daniel Salamanca Urey. Flera små politiska partier som influerades av socialism eller marxism växte också fram.

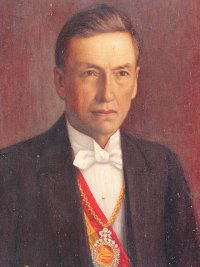
Daniel Salamanca Urey

Under det republikanska styret genomgick ekonomin en grundläggande förändring. Priserna på tenn började att gå ner på 1920-talet. Efter att ha varit på topp 1929 minskade tennproduktionen dramatiskt när den stora depressionen förstörde den internationella tennmarknaden. Denna nedgång orsakades även av minskningen i tennfyndigheterna i malm och ett stopp för nya investeringar i Bolivias gruvor. När den ekonomiska tillväxten avstannade litade de republikanska presidenterna till utlandslån. Bautista Saavedra Mallea (president 1920–1925) och Hernando Siles Reyes (president 1926–1930) tog stora lån i USA för att finansiera stora utvecklingsprojekt, trots protesterna från bolivianska nationalister mot de förmånliga villkoren för långivaren. Det så kallade Nicolauslånet ökade den nationella ilskan eftersom det gav USA kontrollen över Bolivias skatteinkomster som ersättning för en privatägd banks utlåning på 33 miljoner USA-dollar.
Under 1920-talet ökade den sociala turbulensen i Bolivia. Oroligheter bland arbetarna, som till exempel gruvstrejken i Uncia 1923, slogs brutalt ned. Oroligheterna resulterade i nya våldsamheter efter en drastisk nedskärning av arbetsstyrkan under den stora depressionen. Indianska jordbrukare fortsatte att göra uppror på landsbygden, trots att de hade fråntagits sina vapen och deras ledare hade avrättats efter att ha deltagit i störtandet av det konservativa partiet 1899. För första gången fick indianerna stöd för sin sak bland eliten. Gustavo Navarro, som tog namnet Tristan Marof, var Bolivias viktigaste indianist. I inkas förflutna såg han den första framgångsrika socialismen och en modell för att lösa landsbygdsproblemen. När de indianska upproren fortsatte under liberalt styre lovade Siles Reyes att förbättra deras förhållanden och organiserade det nationella korståget för indianerna.
Den sociala lagstiftningen under de republikanska regeringarna var svag eftersom varken Saavedra eller Siles Reyes ville utmana de politiker och advokater som gick gruvmagnaternas ärenden. Siles Reyes fyra år av inkonsekvent styre och ouppfyllda löften om radikala förändringar skapade frustration bland arbetare och studenter. Han störtades 1930 då han försökte kringgå den konstitutionella bestämmelsen som förbjöd återval genom att avgå för att ställa upp i nästa presidentval. En militärjunta styrde fram till mars 1931 då Daniel Salamanca Urey (president 1931–1934) valdes till koalitionsledare.
Trots att han var en ansedd ekonom innan han tillträdde, lyckades inte Salamanca att dämpa de sociala oroligheterna och lösa de svåra ekonomiska problem som orsakats av den stora depressionen. Kritik mot hans administration växte inom alla sektorer i det bolivianska samhället. Han var till en början motvillig till att gå in i en väpnad konflikt mot Paraguay, men tog ändå Bolivia in i ett krig som stöddes av militärer och traditionella grupper.

### Chacokriget
Huvudartikel: Chacokriget

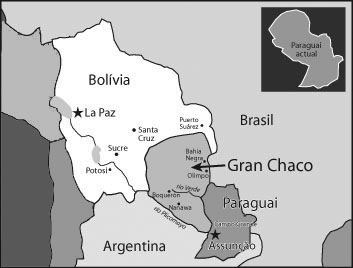
Den omstridda Chacoregionen

Chacokriget var ett krig om kontrollen av Chacoregionen. Resultatet av kriget blev att Bolivia tvingades överlämna stora delar av området till Paraguay.
Trots Bolivias underlägsenhet var Salamanca fast bestämd att fortsätta kriget, vilket ledde till att han avsattes 1934 och efterträddes av sin mer fredssträvande vice-president José Luis Tejada Sorzano (president 1934–1936).
Det förnedrande nederlaget gjorde ett djupt intryck i Bolivia, där katastrofen sågs som en knivskarp uppdelning av 1900-talets historia. Den traditionella oligarkin fick dåligt anseende på grund av dess svaga civila och militära ledarskap under kriget. De kunde inte hantera den växande kritiken, skyllde nederlaget på bolivianernas låga potential och såg de pessimistiska bedömningarna i författaren Alcides Arguedas roman Pueblo Enfermo (Ett sjukt folk) bekräftas.
Efter kriget ifrågasattes det traditionella ledarskapet av en grupp yrkesmän ur medelklassen samt författare och unga officerare. Denna grupp, som senare blev känd som Chacogenerationen, sökte nya vägar för att ta itu med landets problem. De var bittra över roscas tjänster för tenngruveentreprenörerna och kritiserade Standard Oil som under kriget i hemlighet hade levererat olja till Paraguay genom argentinska mellanhänder. Chacogenerationen var övertygad om behovet av en samhällsförändring. Gustavo Navarro, som då hade blivit mer radikal än under 1920-talet, myntade den berömda slogan "marken till indianerna, gruvorna till staten". Militären som kom till makten 1936 försökte att införa förändringar med folkligt stöd.

## Förspel till revolution, 1935–1952

### Radikala militärregeringar
17 maj 1936 störtades Tejada i en militärkupp ledd av överste David Toro Ruilova som var president 1936–1937. Eftersom officerskåren ville undvika en civil utredning av militärens krigstidsledarskap, stödde militärer av alla grader kuppen. De huvudsakliga anhängarna var dock en grupp yngre officerare som ville ha genomgripande förändringar i Bolivia. Ledaren för denna grupp, Toro, hoppades att kunna reformera ända från toppen och nedåt. Hans program för "militär socialism" inkluderade ekonomisk rättvisa och statlig kontroll över naturtillgångarna. Han planerade även att inrätta ett korporativt system som skulle ersätta det demokratiska systemet som infördes 1825.
Toro försökte att få civilt stöd med långtgående sociala bestämmelser och nominerade en tryckeriarbetare som den förste arbetsmarknadsministern i Bolivia. Han förstatligade även innehavet i Standard Oil utan att betala för det samt kallade till en konstituerande kongress som skulle inkludera de traditionella partierna, reformistgrupperna och arbetarrörelsen.
Toro misslyckades dock med att värva bestående folkligt stöd. En grupp mer radikala officerare var besvikna på hans motvilja att utmana Rosca och de stödde därför en statskupp 1937 ledd av överste Germán Busch Becerra som var president 1937–1939. En ny konstitution som kungjordes 1938 hade tonvikten på gemensamt ägande istället för privata tillgångar och föreskrev statlig inblandning i sociala och ekonomiska relationer. Den erkände även juridiskt de indianska samhällena och inkluderade en arbetarlag. 1939 utmanade Busch för första gången gruvägarnas intressen genom att utfärda en förordning som skulle hindra gruvbolagen att föra ut kapital ur landet. Inget av denna politik resulterade dock i något större folkligt eller militärt stöd, och de fjärmade helt de konservativa krafterna. Frustrerad över sin oförmåga att genomföra förändringarna, tog Busch sitt liv 1939.
Trots Toros och Buschs svaga regeringar hade deras politik en genomgripande effekt på Bolivia. Reformistiska förordningar ökade förväntningarna hos medelklassen, men när förordningarna inte kunde genomföras bidrog de till vänsterns framväxt. Det konstitutionella konventet gav vänsterkrafterna för första gången en rikstäckande plattform och möjligheten att bilda allianser. De militära socialistregeringarna fick även de konservativa att bilda styrkor för att hejda vänsterns framväxt.

### Framväxten av nya politiska grupper
Efter några månader under den provisoriske presidenten general Carlos Quintanilla Quiroga (1939–1940), som hade varit stabschef under Buschregeringen, byttes regeringen åter igen. General Enrique Peñaranda Castillo (president 1940–1943) valdes till president våren 1940. Peñarandas stöd kom från de traditionella partierna, liberalerna och de två republikanska partierna som hade bildat en concordancia för att hejda framväxten av reformiströrelsen.
Trenden mot reformer kunde dock inte stoppas och ett antal nya grupper fick kontroll över kongressen under Peñarandas presidentperiod. Dessa grupper kom, fastän de skilde sig ideologiskt, överens om att förändra stilleståndet. Bland grupperna fanns det trotskistiska Revolutionära arbetarpartiet (Partido Obrero Revolucionario, POR), som hade bildats 1934, liksom Bolivianska socialistfalangen (Falange Socialista Boliviana, FSB), bildat 1937 och som efterliknade den spanska modellen. Vänsterns revolutionära parti (Partido de Izquierda Revolucionaria, PIR) bildades 1940 genom en koalition av radikala marxistiska grupper.
Den viktigaste oppositionen mot concordancia kom från Nationalistiska revolutionsrörelsen (Movimiento Nacionalista Revolucionario, MNR). Som det första partiet med brett stöd i Bolivias historia hade MNR medlemmar som bestod av intellektuella, tjänstemän och arbetare. Det bildades 1941 av en liten grupp intellektuella dissidenter ur medel- och överklassen och representerade personer från en stor spännvidd av politiska övertygelser som enades av sitt missnöje med stilleståndet. Bland partiets ledare fanns Víctor Paz Estenssoro, professor i nationalekonomi; Hernán Siles Zuazo, son till den tidigare presidenten Siles Reyes, samt flera inflytelserika författare. Partiprogrammet innehöll bland annat förstatligande av samtliga Bolivias naturtillgångar och långtgående sociala reformer. Partiets antisemitiska ställningstaganden resulterade inte bara i fängslandet av MNR-ledare utan även anklagelser från USA att MNR stod under inflytande av nazistisk fascism.
Som ledare för kongressens opposition fördömde MNR Peñarandas nära samarbete med USA och var särskilt kritiska till hans överenskommelse om att kompensera Standard Oil för det förstatligade aktieinnehavet. MNR:s medlemmar i kongressen påbörjade även en utredning av massakern på strejkande gruvarbetare och deras familjer, av regeringstrupper vid en av Patiñogruvorna i Catavi 1942. MNR:s inflytande bland gruvarbetarna ökade när Paz Estenssoro ledde kongressens förhör av regeringens ministrar.
MNR hade kontakter med reformistiska officerare som organiserade sig i en hemlig militärorden kallad Fäderneslandets sak (Razón de Patria, Radepa). Radepa bildades 1934 av bolivianska krigsfångar i Paraguay. De sökte folkligt stöd, stödde militär inblandning i politiken och hoppades att kunna förhindra en ökad utländsk kontroll över Bolivias naturtillgångar.
I december 1943 störtades Peñarandaregeringen av alliansen Radepa-MNR. Major Gualberto Villarroel López (president 1943–1946) blev president och tre MNR-medlemmar, däribland Paz Estenssoro, gick med i hans ministär. MNR-ministrarna avgick dock när USA vägrade erkänna regeringen och återigen anklagade MNR för kopplingar till Nazityskland. Ministrarna återgick till sina befattningar 1944 efter att partiet hade fått majoritet i valet och USA erkände regeringen. Villarroels regering poängterade kontinuiteten med Toro and Buschs reformistregeringar. Paz Estenssoro, som arbetade som finansminister, hoppades att få folkligt stöd för en budget som framhöll sociala utgifter före ekonomisk utveckling. Löneökningarna för gruvarbetarna ökade dock inte stödet för regeringen utan bidrog endast till starkare band mellan MNR och gruvarbetarna.
Villarroels regering försökte också för första gången att få stöd från campesinos. 1945 öppnade regeringen den Nationella indiankongressen för att diskutera problemen på landsbygden och för att förbättra jordbrukarnas förhållanden. Det mesta av den sociala lagstiftningen, som till exempel avskaffandet av jordägarnas arbetstvång på campesinos, verkställdes dock inte.
Villarroel störtades 1946. Han hade inte längre folkets stöd och mötte protester från konservativa grupper samt ökad politisk terrorism med bland annat mord på regeringsmotståndare. Rivalitet mellan MNR och militären i regeringskoalitionen bidrog också till hans fall. 1946 tillgrep en pöbel av studenter, lärare och arbetare vapen och begav sig till presidentpalatset. De tillfångatog och sköt Villarroel och hängde hans kropp i en lyktstolpe på stora torget medan militären stannade kvar på sina logement.

### Sexenio, 1946–1952
De sex åren som föregick revolutionen 1952 kallas sexenio. Under denna period försökte medlemmar ur det konservativa partiet att hejda vänsterns framväxt, men de misslyckades eftersom de inte kunde stoppa den ekonomiska nedgången och kontrollera de sociala oroligheterna. Enrique Hertzog Garaizabal (president 1947–1949), som valdes till president 1947 efter ett interimsstyre av en tillfällig junta, bildade en koalitionsministär med concordancia och PIR. Han hoppades att återfå stödet från de konservativa partiets krafter genom att inte öka skatterna och han hoppades även på stöd från arbetarna då han litade på att PIR skulle kunna mobilisera dem.
Arbetarsektorn samarbetade inte med regeringen och PIR blev misstrodda på grund av dess allians med de konservativa krafterna. 1946 skrev arbetarna under Pulacayotesen under vilken gruvarbetarna krävde en permanent revolution och häftiga väpnade strider för arbetarklassen. Allt eftersom arbetarsektorn blev mer radikal, tillgrep regeringen mer och mer förtryck och konfrontationerna ökade. Avskedandet av 7 000 gruvarbetare och det brutala underkuvandet av ytterligare ett uppror i Catavi 1949 gjorde allt samarbete mellan regeringen och arbetarna omöjlig.
MNR växte fram som den dominerande oppositionsgruppen. Trots att de flesta av deras ledare, bland andra Paz Estenssoro, befann sig i exil i Argentina, fortsatte partiet att vara representerat i deputeradekammaren och senaten. Under sexenio tog partiet, trots dess dominerande medelklassbakgrund, arbetarnas sida och antog deras ideologi. MNR stödde även försvaret av de indianska rättigheterna då våldet på landsbygden ökade när inte löftena från den nationella indiankongressen uppfylldes.
MNR:s försök att få makten under sexenio misslyckades. Deras kuppförsök 1949 misslyckades trots att de genom stöd från arbetarna och några officerare lyckades ta kontroll över de flesta stora städer utom La Paz. MNR:s försök att ta makten på laglig väg 1951 misslyckades också. I presidentvalet 1951, ställde MNR:s Paz Estenssoro, som fortfarande befann sig i exil i Argentina, upp som presidentkandidat och Siles Zuazo kandiderade till posten som vicepresident, på en plattform som innebar förstatliganden och jordreformer. Med stöd av POR och det nybildade bolivianska kommunistpartiet, Partido Comunista de Bolivia (PCB), vann MNR klart. Den avgående presidenten övertalade dock militären att gå in och hindra MNR från att ta makten. Mamerto Urriolagoitia Harriague (president 1949–1951), som hade efterträtt den sjuke Hertzog 1949, stödde militärjuntan under general Hugo Ballivián Rojas (president 1951-52). Under Ballivián gjorde regeringen att sista fruktlöst försök att undertrycka de ökade oroligheterna i hela landet.
1952 hade den bolivianska ekonomin försämrats ytterligare. Sexenios regeringar hade varit motvilliga till skattehöjningar för överklassen och att minska de sociala utgifterna, vilket ledde till en hög inflation. Tennindustrin hade stagnerat efter den stora depressionen, trots korta återupplivningar under andra världskriget. Malmfyndigheterna hade minskat och de rikare ådrorna tömdes, vilket ökade kostnaderna för att producera tenn. Samtidigt föll priserna på den internationella marknaden. En meningsskiljaktighet med USA om tennpriserna stoppade tillfälligt exporten och orsakade en inkomstminskning vilket ytterligare skadade ekonomin. Jordbrukssektorn hade brist på kapital och matimporten, som utgjorde 19 procent av den totala importen 1950, ökade. Jorden var ojämnt fördelad; 92 procent av all mark tillhörde egendomar på 1 000 hektar eller mer.
De sociala oroligheterna som blev följden av denna ekonomiska nedgång, ökade under de sista veckorna före revolutionen 1952 när en hungermarsch genom La Paz drog till sig de flesta av samhällets sektorer. Militären var svårt demoraliserad och de höga befälen misslyckades med att ena de väpnade styrkorna. Många officerare anmälde att de var bortresta, anklagade varandra för kuppförsök eller deserterade.
I början av 1952 försökte MNR återigen ta makten genom tvång via en komplott mot general Antonio Seleme, juntamedlemmen som var chef för den interna administrationen och statspolisen (Policía Nacional). 9 april startade MNR ett uppror i La Paz genom att beslagta vapenförråd och lämna ut vapen till civila. Beväpnade gruvarbetare marscherade i La Paz och stoppade trupper på väg att förstärka staden. Efter tre dagars strider, Selemes desertering och 600 döda kapitulerade armén. Paz Estenssoro övertog presidentposten 16 april 1952.

## Den bolivianska nationella revolutionen, 1952–1964

### Radikala reformer

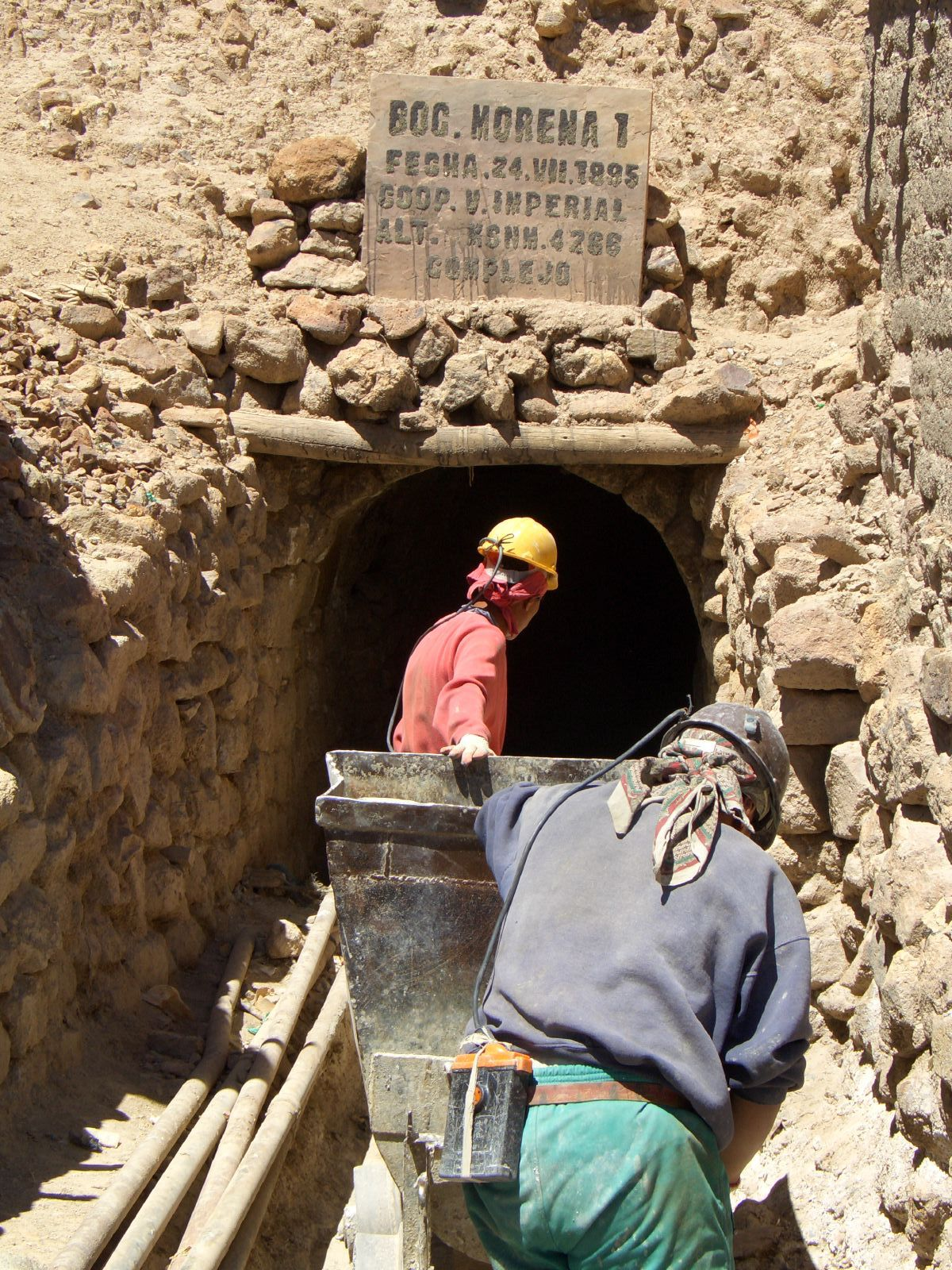
Grubarbetare i Potosí

"De motsträviga revolutionärerna", som ledarna för det mångsamhällsklassiga MNR kallades, tittade mer på Mexiko än Sovjetunionen i sökandet efter en modell. Under det första året av Paz Estenssoros presidentperiod tvingade dock partiets radikala fraktion, som hade fått sin styrka under sexenio när partiet antog arbetarna och deras ideologi, MNR:s ledare att agera snabbt. I juli 1952 införde regeringen allmän rösträtt utan krav på läskunnighet eller inkomst. I det första förrevolutionära valet 1956 ökade antalet röstberättigade från omkring 200 000 till nära 1 miljon röstande. Regeringen tog även snabbt kontrollen över de beväpnade styrkorna, rensade ut många officerare från tidigare konservativa regeringar och minskade drastiskt styrkornas storlek och budget. Regeringen stängde också militärakademien (Colegio Militar) och krävde att officerarna avlade ed för MNR.
Regeringen påbörjade därefter processen med att förstatliga alla gruvor som ägdes av de tre stora tennbolagen. Först gjorde de export och försäljning av mineraler till ett statligt monopol som administrerades av den statligt ägda bolivianska gruvbanken (Banco Minero de Bolivia, Bamin). Därefter bildade de Bolivias gruvbolag, Corporación Minera de Bolivia (Comibol) som ett semiautonomt företag som skulle driva statligt ägda gruvor. 31 oktober 1952 förstatligade regeringen de tre stora tennbolagen, lämnade medelstora gruvor orörda, med löfte om kompensation. Under denna process ställdes två tredjedelar av Bolivias gruvindustri under Comibols kontroll.
En långtgående jordbruksreform var det sista viktiga steget som togs av den revolutionära regeringen. I januari 1953 bildades jordbrukets reformkommission som anlitade rådgivare från Mexiko och instiftade jordbruksreformlagen i augusti samma år. Lagen avskaffade tvingad arbetskraft och inrättade ett program för expropriation och fördelning av lantegendomar från de traditionella jordägarna till de indianska jordbrukarna. Endast egendomar med låg produktivitet blev helt omfördelade. Mer produktiva små och medelstora jordbruk tilläts behålla sin mark och uppmanades att investera nytt kapital för att öka jordbruksproduktionen. Jordbruksreformlagen sörjde även för kompensation till jordägarna i form av 25-åriga statsobligationer. Kompensationen baserades på värdet av den egendom som var skatteregistrerad.
Under revolutionens första år utövade gruvarbetarna ett stort inflytande inom regeringen. Till viss del var bakgrunden till detta inflytande arbetarnas avgörande roll vid striderna i april 1952. Utöver detta hade dock en arbetarmilis inrättad av regeringen som motvikt till militären, blivit en stark kraft för arbetarnas rättigheter. Gruvarbetarna bildade snabbt den bolivianska arbetarfederationen (Central Obrera Boliviana, COB), som krävde radikala förändringar liksom medverkan i regeringen och förmåner för sina medlemmar. Som ett resultat av detta tog regeringen med tre pro-COB-ministrar i ministären och accepterade kraven på fuero sindical, den legala autonoma statusen som gav COB semisuverän kontroll över Bolivias arbetare. MNR-regeringen gav arbetarnas representanter vetorätt i alla Comibolbeslut och inrättade en styrelse för gruvadministration. Regeringen inrättade även särskilda varuhus för arbetarna, höjde deras löner och återanställde avskedade arbetare.
Även jordbrukarna utövade ett stort inflytande. Till en början kunde inte regeringen kontrollera jordbrukarnas besättande av mark och som ett resultat av detta kunde den inte driva igenom bestämmelserna enligt jordreformförordningen för att hålla medelstora produktiva egendomar intakt. MNR fick dock slutligen stöd från campesinos då ett jordbruksdepartement bildades och när jordbrukarna organiserades i syndikat. Jordbrukarna fick inte bara mark, utan deras milis fick även stor tillgång till vapen. Jordbrukarna fortsatte att vara en stark kraft i Bolivia under alla efterföljande regeringar.

### Den oavslutade revolutionen
Trots att dessa stora förändringar aldrig återställdes har observatörer betraktat revolutionen som oavslutad på grund av att den tappade farten efter de första åren. Avdelningarna inom MNR försvagades allvarligt i sina försök att införliva stödet för regeringen från de indianska jordbrukarna, arbetarna och medelklassen. 1952 var MNR en bred koalition av grupper med olika intressen. Juan Oquendo Lechín ledde partiets vänsterflygel och hade stöd från arbetarsektorn. Siles Zuazo representerade högerfalangen och hade stöd från medelklassen. Paz Estenssoro var inledningsvis den neutrale ledaren. Eftersom majoriteten av MNR-eliten ville ha en moderat inriktning och vänsterflygeln krävde radikala förändringar ökade polariseringen och ledde slutligen till MNR:s fall 1964.
Landet fick svåra ekonomiska problem på grund av de förändringar som regeringen hade infört. Förstatligandet av gruvorna fick en negativ effekt på ekonomin. Comibols gruvor producerade med förlust på grund av bristen på teknisk expertis och kapital för att modernisera de föråldrade produktionsmedlen samt en uttömning av låghaltig malm. Nedgång i tennpriserna på världsmarknaden bidrog till de ekonomiska problemen inom gruvsektorn. Ändå ökade lönerna och arbetsstyrkan inom Comibol med nästan 50 procent.
Nedgången i jordbruksproduktionen bidrog till den snabbt försämrade ekonomin under de första åren av revolutionen. Även om anarki på landsbygden var huvudorsaken till produktionsnedgången, så bidrog jordbrukarnas oförmåga att producera för marknadsekonomin och bristen på transportmöjligheter till problemen. Ett försök att öka jordbruksproduktionen genom att kolonisera de mindre befolkade dalarna misslyckades redan från början. Som ett resultat av detta minskade mattillgången för stadsbefolkningen och Bolivia tvingades att importera mat.
Hög inflation, i huvudsak beroende på sociala utgifter, skadade också ekonomin. Värdet på peson föll från 60 till 12 000 mot en USA-dollar mellan 1952 och 1956, vilket mest påverkade medelklassen som började att stödja oppositionen.
Den bankrutta ekonomin ökade grupperingarna inom MNR. Vänsterflygeln krävde mer statlig kontroll över ekonomin, medan högern hoppades att kunna lösa landets problem med hjälp från USA. Regeringen hade sökt hjälp från USA så tidigt som 1953, ett beslut som hade gett USA inflytande över Bolivias ekonomi. På grund av trycket från USA lovade den bolivianska regeringen att kompensera ägarna av de förstatligade tenngruvorna och instiftade därför en ny petroleumlag som tillät amerikanska investeringar i boliviansk olja.
Under Siles Zuazo (president 1956–1960 och 1982–1985), som vann valet med 84 procent av rösterna, nådde hjälpen från USA sin högsta nivå. 1957 subventionerade USA mer än 30 procent av den bolivianska regeringens statsbudget. Genom rådgivning från USA och Internationella valutafonden minskade Siles Zuazos regering inflationen med en rad politiskt kontroversiella beslut, som till exempel att frysa lönerna och att stänga gruvarbetarnas statligt subventionerade butiker.
Siles Zuazos stabiliseringsplan skadade allvarligt koalitionen mellan MNR och COB. COB utlyste en generalstrejk som hotade att förstöra den redan skadade ekonomin, men strejken avbröts efter känslomässiga vädjanden från presidenten. Konflikten mellan regeringen och gruvarbetarnas milis fortsatte dock eftersom milisen ständigt utmanade regeringens ledning. Siles Zuazo hade inte bara problem med oroligheter bland arbetarna, utan även med missnöje på landsbygden där bondeledare konkurrerade om makten. I ett försök att undertrycka oroligheterna återinförde han de beväpnade styrkorna.
Under Siles Zuazos administration militärens roll som ett resultat av en ny satsning på specialisering och utbildning, tekniskt stöd från USA och en ökning av militärens budget. Utöver detta gav militärens roll i tyglandet av oroligheterna, ett ökat inflytande inom MNR:s regering.
Trots att stabiliseringsplanen och förstärkningen av de beväpnade styrkorna gjorde Lechins partigrupp besviken, så kom den första formella meningsskiljaktigheten från Walter Guevara Arze och MNR:S högerflygel. Guevara Arze, från början var regeringens utrikesminister och minister i Paz Estenssoros första regering, avgick och bildade Den autentiska nationalistiska revolutionsrörelsen (Movimiento Nacionalista Revolucionario Auténtico, MNRA) 1960, när hans presidentplaner förstördes av Paz Estenssoros kandidatur. Guevara Arze anklagade MNR för att förråda revolutionen och han visade en enorm opposition i presidentvalet 1960.
Konflikterna ökade under Paz Estenssoros andra presidentperiod, 1960–1964. Tillsammans med USA och Västtyskland, skrev Paz Estenssoro under Triangelplanen som innebar omstrukturering av tenngruveindustrin. Planen krävde ett slut på arbetarnas kontroll över Comibols verksamhet, avskedande av arbetare samt en minskning av deras löner och förmåner. Detta mötte starka protester från COB och Lechins MNR-fraktion.
1964 beslutade sig Paz Estenssoro för att åter igen ställa upp i presidentvalet då han, med stöd av en ändring i konstitutionen 1961 som tillät presidenten att sitta kvar i ytterligare en valperiod, drev igenom sin nominering vid ett partikonvent. Lechín, som hade hoppats på att kunna kandidera, bröt sig ur partiet och bildade Den nationella vänsterns revolutionsparti (Partido Revolucionario de la Izquierda Nacional, PRIN). Då stödet för Paz Estenssoro inom MNR minskade och med ökade protester från arbetarsektorn, accepterade Paz Estenssoro general René Barrientos Ortuño som kandidat till vicepresidentposten. Eftersom de flesta oppositionsgrupper avstod från valet, återvaldes Paz Estenssoro med stöd av militären och jordbrukarna. Paz Estenssoro blev mer och mer beroende av militären, vars roll som fredsbevarande hade gjort den till skiljedomare inom politiken. Detta stöd skulle dock visa sig vara opålitligt eftersom militären redan hade påbörjat planerna på att störta honom. Utöver detta resulterade rivalitet mellan bondegrupper ofta i blodiga fejder som ytterligare försvagade Paz Estenssoros regering.
Under MNR:s 12-åriga styre hade partiet misslyckats med att bygga en fast grund för en demokratisk och civil regering. Ökade grupperingar, öppna meningsskiljaktigheter, ideologiska skillnader, politiska misstag samt korruption försvagade partiet och gjorde det omöjligt att skapa ett inarbetat system för att genomföra reformerna. Inte ens jordbrukarna, som drog de största fördelarna av revolutionen, fortsatte att stödja MNR.

## Militärt styre, 1964–1982

### Barrientos presidentperiod
4 november 1964 intog René Barrientos (president 1964–1965, medpresident maj 1965-januari 1966 och president 1966–1969) och general Alfredo Ovando Candia presidentpalatset och utropade sig till delat presidentskap. Men när folkmassan som hade samlats utanför högljutt framhärdade i sin övertygelse om den mer karismatiske Barrientos, gick Ovando med på att Barrientos skulle få ha titeln ensam, medan han själv intog posten som kommendör över de beväpnade styrkorna.
Barrientos hävdade att hans övertagande av makten inte var kontrarevolutionärt och lovade att återinföra revolutionen på dess "rätta sätt" som MNR hade avvikit från under sitt 12-åriga styre. Ändå fortsatte hans regering mycket av politiken från den andra Paz Estenssoro-administrationen, med bland annat Internationella valutafondens stabiliseringsplan och Triangelplanen. Tyngdpunkten på minskning av de sociala utgifterna fortsatte. I maj 1965 tvingade militären Barrientos att acceptera Ovando som sin medpresident som en slags belöning för att de undertryckte uppror bland gruv- och fabriksarbetare.
Ekonomin förbättrades under Barrientos regering, med en tillväxt på i genomsnitt 6,5 procent per år. Ökningen av tennpriserna resulterade 1966 i den första vinsten Comibol och bidrog till ökad produktion i de medelstora gruvorna som hade varit kvar i privat ägo. Barrientos uppmuntrade den privata sektorn och utländska investeringar samt gav Gulf Oil Company tillåtelse att exportera olja och naturgas från Bolivia.
1966 legitimerade Barrientos sitt styre genom att vinna presidentvalet. Han bildade den Folkliga kristna rörelsen (Movimiento Popular Cristiano, MPC) som bas för sitt stöd. Trots att MPC inte var särskilt framgångsrikt, vann han ändå valet genom en koalition mellan konservativa politiker, affärslivet och jordbrukarna.
Barrientos försök att bygga upp ett stöd på landsbygden lyckades först då han 1964 skrev under pakten mellan militärer och bönder, Pacto Militar-Campesino. I överenskommelsen gick campesinos milis med på att ta ställning mot vänstern samt att underordna sig själv under militären. Hans försök att lägga skatt på bönderna resulterade dock i ett våldsamt motstånd och förlorat stöd på landsbygden.
Barrientos var bestämd att behålla kontrollen över arbetarsektorn och avskaffade det mesta av fördelarna de hade fått under MNR:s styre. Han satte Comibol under en militär direktörs kontroll och avskaffade vetorätten i ledningsbeslut för fackföreningsledare. Han skar även ner lönerna för gruvarbetarna samt minskade gruvarbetarstyrkan och den enorma Comibolbyråkratin med 10 procent. Slutligen tillintetgjorde han COB och gruvarbetarnas fackföreningar, underkuvade alla strejkaktiviteter, avväpnade gruvarbetarnas milis och landsförvisade fackföreningsledare. Militärtrupper tog över gruvorna och 1967 massakrerade de gruvarbetare och deras familjer vid gruvorna i Catavi och Siglo XX.
Barrientos kunde dock inte tysta arbetarsektorn eftersom gruvarbetare ledde den växande oppositionen mot hans styre. De olika oppositionsgrupperna gick samman och fördömde honom för utförsäljningen av naturtillgångar till USA under fördelaktiga villkor. De var besvikna på hans inbjudan till amerikanska privatinvesteringar i Bolivia eftersom han erbjöd större förmåner för utländska investerare. Avhoppet till Kuba av Barrientos nära vän och inrikesminister, överste Antonio Arguedas, efter hans uttalande om att han hade varit agent inom CIA ökade den nationella ilskan. Militären var även besvikna på amerikanska officerares nyckelroll i Bolivia vid tillfångatagandet och dödandet 1967 av Ernesto "Che" Guevara, som hade varit i landet för att försöka starta en gerillarörelse.
Barrientos död i en helikopterolycka 27 april 1969, gav till en början kontrollen över landet till hans vicepresident Luís Adolfo Siles Salinas (president 1969). Den verkliga makten stannade dock hos de beväpnade styrkorna under deras kommendör general Ovando, som tog makten 26 september 1969 i en statskupp som hade stöd av reformvänliga officerare.

### Revolutionär nationalism: Ovando och Torres
Ovando (medpresident maj 1965-januari 1966 samt president januari-augusti 1966 och 1969-70) annullerade de val som skulle hållas 1970, avsatte kongressen och tillsatte en ministär bestående av bland annat oberoende reformistiska civila som hade protesterat mot Barrientos politik. Ovando hoppades på att få civilt och militärt stöd för ett program för "revolutionär nationalism", som han hade sammanfattat i det "Revolutionära mandatet från de beväpnade styrkorna". Revolutionär nationalism speglade arvet och retoriken hos de tidigare militära reformistregeringarna, liksom andan vid revolutionen 1952. Den visade också den peruanska regeringens inflytande på general Juan Velasco Alvarado. Många bolivianska officerare trodde att militären måste blanda sig i politiken eftersom civila regeringar hade misslyckats med att leda landet mot reformer. De var övertygade om att det var ett allmänt intresse för de beväpnade styrkorna att sätta stopp för underutveckling vilket de såg som orsaken till uppror. Militären skulle därför strida internt i landet mot sociala orättvisor och ekonomiskt beroende.
Trots populära åtgärder, som till exempel förstatligande av innehavet i det nordamerikansägda Gulf Oil Company, misslyckades Ovando med att få folkligt stöd. Folkets entusiasm över förstatligandet var kortlivat. Meningsskiljaktigheter om kompensationen, en bojkott av boliviansk råolja på världsmarknaden samt en allmän nedgång i ekonomin blev olika faktorer. Trots att Ovando legaliserade COB och drog tillbaka trupper från gruvsamhällena så var inte ett stöd från arbetarna för regeringen säkrat. Grusade förhoppningar, brutna löften samt militärens massaker på gruvarbetare i Catavi 1967 hade gjort arbetarna radikala och de vägrade att samarbeta med militärregeringen.
Medan vänstern radikaliserades tröttnade högern på Ovandos tveksamma uttalanden, med bland annat förslaget om att avskaffa privatägda tillgångar. Trots att Ovando närmade sig högern under de sista månaderna av sin regering, kunde han inte vinna stöd hos de konservativa grupperna i landet eftersom hans närmanden endast visade hans svagheter.
Ovandos reformprogram polariserade även militären. Reformistiska officerare, som oroade sig för nedgången i det folkliga stödet efter Barrientos regering, flyttade sitt stöd till den mer radikale general Juan José Torres González (president 1970-71) som Ovando hade avskedat som sin chefskommendör, och högern stödde general Rogelio Miranda. Kaoset omkring störtandet av Ovando belyste splittringen inom de väpnade styrkorna. Officerare krävde att Ovando och Miranda skulle avgå efter ett misslyckat kuppförsök av Miranda 5 oktober 1970. Ett triumvirat som bildades 6 oktober misslyckades med att få stöd. 7 oktober, då landet gick mot inbördeskrig efter att COB hade utlyst generalstrejk, tillsattes general Torres som en kompromisslösning som president.
Den största egenskapen under Torres presidentperiod var avsaknaden av ledning. Istället för att ta initiativet inom politiken agerade Torres efter pressen från olika grupper. Hans inrikesminister, Jorge Gallardo Lozada, betecknade Torres regering som "tio månader i nödsituation".
Torres hoppades på att behålla det civila stödet genom att inrikta sig på vänsterns politik. Han förstatligade några amerikanska tillgångar, som till exempel avfallshanteringen vid tenngruvorna i Catavi och zinkgruvorna i Matilde samt beordrade amerikanskstödda fredsstyrkor ut ur Bolivia. Medan han begränsade USA:s inflytande i Bolivia ökade Torres samarbetet med Sovjetunionen och dess allierade inom den ekonomiska och tekniska sektorn.
På grund av avsaknaden av en klar strategi lyckades dock Torres att fjärma sig från alla sektorer inom det bolivianska samhället. Det blev svårt för honom att organisera vänstergrupper eftersom de konfronterade honom med krav som han inte kunde tillgodose, som till exempel att ge dem hälften av platserna i ministären. Arbetarna, studenterna och vänsterpartierna ville ha en socialistisk stat och såg Torres regering endast som ett steg i den riktningen. I juni 1970 bildade Torres regering folkförsamlingen Asamblea Popular i ett försök till en alternativ folklig regering. Bestående i huvudsak av representanter ur arbetar- och bondeorganisationer, var tanken att folkförsamlingen skulle tjäna som plattform för en radikal omvandling av samhället. Vänstern fortsatte dock att vara splittrade av ideologiska skillnader och rivalitet om ledarskap. De kunde inte komma överens i kontroversiella sakfrågor om full arbetarmedverkan i statliga och privata företag, bildandet av beväpnade milisstyrkor och bildandet av folkliga domstolar med jurisdiktion över brott mot arbetarklassen. Inget samförstånd nåddes och många delegater som var besvikna på bristen på handlingskraft och bristen på pengar återgick till sin tidigare verksamhet. Folkförsamlingen lyckades dock försvaga regeringen genom att skapa ett klimat där folkliga organisationer verkade oberoende av staten.
Torres förhoppning om att blidka den konservativa oppositionen genom att undvika radikala förändringar gav inte honom något stöd från högern eller det mäktiga affärslivet. Konservativa grupper enade sin opposition eftersom de såg en möjlighet till politisk comeback i allians med högerinriktade officerare. Militären å andra sidan blev allt mer polariserad på grund av missnöjet med Torres kaotiska ledarskap. Torres hade skurit ner försvarsbudgeten för att frigöra pengar för utbildning och tillät inblandning endast i rent militära ärenden. Han lämnade ofta militär olydnad ostraffat. Det sista steget i institutionens förfall var ett manifest som skrevs under de sista veckorna av Torres regering, av en grupp kadetter som ifrågasatte den militära ledningen. Det resulterade i ett brett militärt stöd för statskuppen 21 augusti 1971, som leddes av överste Hugo Banzer Suárez, den tidigare kommendören vid militärakademien och som tvingade Torres i landsflykt.

### Banzerregeringen
Överste Hugo Banzer (president 1971–1978), en högt respekterad officer som upprepade gånger försökte att störta Torres regering, styrde landet under sex år vilket är den längsta presidentperioden i Bolivias senare historia. Banzers presidentskap kännetecknades av relativ politisk stabilitet och en oöverträffad ekonomisk tillväxt. Till en början stöddes han av Nationalistiska folkfronten (Frente Popular Nacionalista, FPN), en allians mellan MNT under Paz Estenssoro som hade tillåtits att återvända från sin exil i Lima, samt FSB under Mario Gutiérrez. Båda partier hade varit fiender fram till att kaoset under Torres regering gav dem en möjlighet till politisk comeback i förbund med konservativa krafter inom de väpnade styrkorna.
Under de första åren av Banzers presidentperiod utvecklades ekonomin snabbt. Exporten tredubblades mellan 1970 och 1974 tack vare ökad produktion av olja, naturgas och tenn som senare förädlades i bolivianska smältverk. Även bomullsproduktionen i Santa Cruz-området i östra Bolivia tredubblades mellan 1970 och 1975.
Trots den ekonomiska tillväxten återgick Bolivia till förtrycket under tidigare regeringar. Den nye inrikesministern, överste Andrés Sélich, beordrade ett massiv nedslag av vänstern, avskaffade fackföreningar och stängde universiteten. Regeringen slog brutalt ner en generalstrejk mot en devalvering av den bolivianska peson 1972. 1974 resulterade prisökningar på konsumtionsvaror och kontroll av matpriser till att bönderna blockerade vägar i Cochabambadalen samt en efterföljande militär massaker på bönderna.
Regeringsalliansen upplöstes nästan omedelbart när MNR och FSB splittrades. De visade sig vara ett opålitligt stöd för Banzer eftersom endast små grupper återstod av FPN. De väpnade styrkorna var också delade och olika grupper försökte att störta regeringen. 5 juni 1974 försökte unga officerare som tillhörde Generationsgruppen (Grupo Generacional) och leddes av general Gary Prado Salmón, att göra en kupp där de krävde att Banzer legitimerade sitt styre. Det misslyckades dock, liksom ett annat kuppförsök 7 november som stöddes av militären, MNR och FSB-grupperingar i Santa Cruz.
Kuppen 7 november 1974 kallades auto-golpe (självkupp) eftersom den gav Banzer en anledning att styra utan civil inblandning. Influerad av den brasilianska modellen tillkännagav han en total omorganisation av Bolivias politiska system och bildandet av "ett nytt Bolivia" under militärt styre. Banzer hoppades att behålla stödet från affärslivet, gruvägarna, jordbruksentreprenörerna i Santa Cruz, samt det växande antalet lojala byråkrater.
Regeringen stötte dock snart på allvarliga problem. Det "ekonomiska miraklet" visade sig vara en myt, oljeproduktionen gick kraftigt ner och Comibol producerade, trots höga mineralpriser, med förlust på grund av att de subventionerade andra statliga myndigheter. Även bomullsproduktionen gick ner när världshandelspriserna sjönk.
Stabiliteten under Banzers regering var endast ytlig på grund av att militären splittrades av personlig rivalitet, ideologiska skillnader och en generationsväxling. Växande civila protester hade sin källa i arbetarsektorn, trots den återupptagna militära ockupationen av gruvorna. Radikala studenter och den progressiva sektorn inom den romersk-katolska kyrkan blev talesmän för de förtryckta grupperna. Även bönderna kritiserade regeringen.
Även externa grupper bidrog till försvagningen av Banzers regering. Förhandlingarna med Chile om en öppning till havet hade skapat förhoppningar 1974. När en överenskommelse mellan Banzer och general Augusto Pinochet Ugarte misslyckades på grund av protester från chilenska nationalister, försvagades Banzers position. Efter att Jimmy Carter hade tillträtt som amerikansk president 1976, krävde USA att Banzer skulle utlysa nyval.
1977, med protester från civila grupper och militären samt med trycket från USA, tillkännagav Banzer i förhoppningen att sitta kvar vid makten, att presidentval skulle hållas 1980, men oroligheter bland arbetarna och fientligheten mot hans regering tvingade honom att ändra valdatum till 1978. General Juan Pereda Asbún, Banzers handplockade kandidat, genomförde dock en statskupp i juli 1978 efter att den nationella valdomstolen hade annullerat valet på grund av omfattande valfusk av Peredas anhängare. Trots att Bolivia fortsatte under militärt styre blev valet 1978 början på landets traumatiska övergång till demokrati under de följande fyra åren.

### Övergång till demokrati
Mellan 1978 och 1980 befann sig Bolivia i en konstant krissituation. Splittringen bland politiska krafter gjorde det omöjligt för något parti att dominera. I de tre valen som hölls under denna period fick inget parti majoritet och allianser mellan olika grupper kunde inte bryta dödläget. Sociala oroligheter ökade och bönderna började protestera i stor skala för första gången sedan deras uppror i slutet av koloniseringsperioden. De bolivianska arbetarna var mer radikala än någonsin och 1979, under COB:s första kongress sedan 1970, protesterade de häftigt mot Internationella valutafondens hårda ekonomiska krav.
Splittringen inom de beväpnade styrkorna och det ökade antalet paramilitära grupper speglade det organisatoriska förfallet inom militären. En civil utredning av brott mot de mänskliga rättigheterna under Banzers regering demoraliserade officerskåren ytterligare.
General Pereda utlyste inte val trots sitt löfte om att göra så, och han störtades i en statskupp i november 1978, ledd av general David Padilla Arancibia (president 1978-79) som stöddes av den yngre generationsgruppen inom militären. Han såg militärens huvudsakliga roll vara att försvara landet snarare än inblandning i politiken och utlyste val 1979 utan att namnge någon officiell regeringskandidat. Valreformer förenklade röstsystemet och 90 procent av valmanskåren valde mellan åtta presidentkandidater i öppna val.
När ingen av huvudkandidaterna fick majoritet, tillsatte kongressen den tidigare MNRA-ledaren Guevara Arze som interimspresident 8 augusti 1979. Denna första civila regering sedan Siles Salinas korta period 1969 störtades dock i november i en blodig statskupp ledd av överste Alberto Natusch Busch. När Natusch avgick efter två veckor på grund av starka civila protester och endast begränsat militärt stöd, liksom USA:s diplomatiska beslut att inte erkänna Natusch regering, tog en annan interimspresident över. Lidia Gueiler Tejada (president 1979-80), ordförande i deputeradekammaren och en erfaren politiker inom MNR, blev Bolivias första kvinnliga president. 1980 ledde Gueiler valen där vänstern fick en klar majoritet av rösterna. Siles Zuazo och hans koalition "Demokratisk och folklig samling" (Unidad Democrática y Popular, UDP) fick ensamma 38 procent av rösterna och kongressen var säkra på att utnämna honom till president 6 augusti 1980.
Processen avbröts dock 17 juli 1980 av en skoningslös militärkupp ledd av general Luis García Meza. Kuppen, som enligt rykten finansierades av narkotikahandlare och stöddes av europeiska legoknektar rekryterade av den tidigare Gestapochefen i Lyon, Klaus Barbie, inledde en av de mörkaste perioderna i Bolivias historia. Godtyckliga arresteringar utförda av paramilitära enheter, tortyr och försvinnanden - med hjälp av argentinska rådgivare - tillintetgjorde oppositionen. Regeringens inblandning i narkotikasmuggling resulterade i en internationell isolering för Bolivia. Kokainexporten rapporterades uppgå till totalt 850 miljoner dollar under García Mezas regering 1980–1981, vilket var dubbelt så mycket som statens officiella export. Kokainpengarna användes för att köpa tyst eller aktivt stöd inom militären. Men García Meza, som misslyckades med att få stöd inom militären, utsattes för upprepade kuppförsök och tvingades att avgå 4 augusti 1981.
Grymheterna, den extrema korruptionen och den internationella isoleringen under García Mezas regering demoraliserade helt och skapade misstroende för militären. Många officerare ville återgå till demokratin. General Celso Torrelio Villa (president 1981–1982), som hade förts fram som en kompromiskandidat efter García Mezas avgång, var dock ovillig att utlysa nyval. I juli 1982, efter ytterligare ett försök av anhängare till García Meza att återta makten, ersattes han av general Guido Vildoso Calderón (president 1982) som hade utsetts av höga befälhavare att ta landet tillbaka till demokratiskt styre. 17 september 1982, under en generalstrejk som nästan förde landet in i ett inbördeskrig, beslutade militären sig för att avgå samt sammankalla kongressen och acceptera dess val till president. I enlighet med detta intog Siles Zuazo presidentposten 10 oktober 1982.